# Henri VIII
Pour les articles homonymes, voir Henry VIII, Henri Tudor (homonymie) et Henri d'Angleterre.
Henri VIII (en anglais : Henry VIII), né le 28 juin 1491 et mort le 28 janvier 1547, est roi d'Angleterre et d'Irlande de 1509 à sa mort.
La controverse juridique et théologique relative à la validité de son premier mariage avec Catherine d'Aragon et à sa reconnaissance de nullité fut l'une des principales causes du schisme en 1534 de l'Église d'Angleterre avec Rome et de la Réforme anglaise. Henri VIII supervise cette séparation avec notamment la dissolution des monastères et est pour cela excommunié ; il reste néanmoins un défenseur des fondamentaux de la théologie catholique. Cependant, l'anglicanisme henricien n'est pas la forme anglaise du luthéranisme. Henri VIII n'est pas d'accord avec toutes les idées luthériennes ni avec tous les rites luthériens. La doctrine et les rites anglicans mêlent des éléments catholiques et luthériens. Henri VIII se marie à six reprises et fait exécuter deux de ses épouses, Anne Boleyn accusée d'inceste, de sorcellerie, et d'adultère et Catherine Howard accusée d'inceste et d'adultère.
En politique étrangère, Henri VIII participe notamment aux guerres d'Italie contre la France de François Ier en s'alliant fréquemment à Charles Quint. Ses succès sur le continent sont cependant limités. Dans les îles Britanniques, il s'oppose à plusieurs reprises à l'Écosse alors alliée à la France tandis que son règne marque le début d'une plus grande influence anglaise en Irlande. Ces guerres et les dépenses fastueuses du roi affectent profondément les finances du royaume, et les mesures prises pour équilibrer le budget ne font qu'aggraver la situation économique de l'Angleterre.
Humaniste de la Renaissance, athlétique et cultivé, il s'exerce à l'écriture et à la musique. Néanmoins, un accident de tournoi et l'usure du temps affectent la santé physique et mentale du roi, qui devient obèse et est considéré à la fin de sa vie comme un tyran égoïste. Au fil de ses mariages, il a écarté de sa succession ses deux filles aînées Marie et Élisabeth au profit de son fils Édouard. Tous ses enfants légitimes montent néanmoins sur le trône mais en l'absence de descendance, ses filles sont les dernières souveraines de la dynastie Tudor.

## Jeunesse

### Naissance et famille

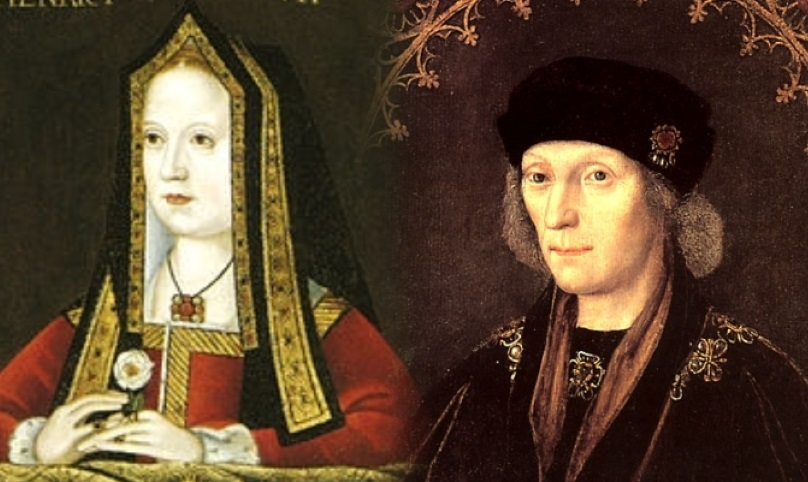
Les parents d'Henri VIII : Henri VII et Élisabeth d'York.

Né au palais de Placentia, le 28 juin 1491, Henri Tudor est le troisième enfant et le second fils du roi Henri VII et d'Élisabeth d'York. Sur les six frères et sœurs d'Henri, seuls trois (Arthur de Galles, Marguerite et Marie) atteignent l'âge adulte. Il est baptisé par l'évêque d'Exeter Richard Fox dans une église franciscaine non loin du palais. En 1493, à l'âge de deux ans, il est fait connétable du château de Douvres et gouverneur des Cinq-Ports. L'année suivante, il devient comte maréchal d'Angleterre, lord lieutenant d'Irlande, duc d'York, gardien des Marches et il intègre l'ordre du Bain. En mai 1495, il est nommé à l'ordre de la Jarretière.

### Enfance et éducation
Henri reçoit une éducation très soignée, il parle couramment l'anglais, le latin et le français et a quelques notions d'italien,. On ne sait que peu de choses de son enfance car n'étant pas prince de Galles, il n'est pas destiné à devenir roi. En novembre 1501, il joue un rôle important dans les cérémonies entourant le mariage de son frère Arthur avec Catherine d'Aragon, la plus jeune fille du roi Ferdinand II d'Aragon et de la reine Isabelle Ire de Castille, et donc la tante maternelle de Charles Quint.

### La mort de son frère Arthur
Arthur meurt soudainement, peut-être de la suette ou de la tuberculose, à 15 ans, en avril 1502, après 20 semaines de mariage avec Catherine. D'autres suppositions laissent penser qu'il était touché par la peste bubonique ou encore par un cancer des testicules. Toutes ses prérogatives et tous ses titres sont ainsi transmis à Henri, âgé de dix ans, qui devient duc de Cornouailles en octobre, puis prince de Galles et comte de Chester en février 1503. Henri VII ne délègue que quelques missions à son nouvel héritier. Les actes du jeune Henri sont également étroitement encadrés et il accède au trône « sans entraînement à l'art exigeant de la royauté ».
La mort d'Arthur est suivie de très près par celle de la mère d'Henri VIII, Élisabeth d'York, lors de la naissance d'une fille qui meurt elle aussi. Cette mort a visiblement affecté Henri VIII, suffisamment pour qu'il appelle sa propre fille Élisabeth et qu'à la mort de son père, il fasse revenir à la cour sa cousine, Lady Margaret Pole. Il semblerait aussi que la mort de sa mère ait été un traumatisme et que, plus tard, il recherchera à retrouver toutes les qualités de sa mère avec ses épouses. Il fera exécuter deux d'entre elles et annuler les trois autres mariages.

### Mariage avec Catherine d'Aragon
À la mort de son fils ainé, Arthur, Henri VII poursuit ses tentatives diplomatiques afin de sceller une alliance entre l'Angleterre et l'Espagne en proposant de marier Henri à la veuve de son frère, Catherine. L'idée avait germé immédiatement après la mort d'Arthur. Un accord en vue d'un mariage est signé le 23 juin 1503 et ils se marient dans la chapelle de la reine de Greenwich, cérémonie qui sera célébrée par William Warham. Lors de ce mariage, le futur Henri VIII n'a que douze ans tandis que Catherine d'Aragon est son ainée de cinq ans et demi. De fait, contrairement à Catherine, majeure depuis ses douze ans, Henri ne l'est pas puisque la majorité des jeunes garçons est fixée à quatorze ans. Cela signifie qu' Henri a deux ans pour accepter cette union ou faire invalider le mariage. Son mariage est toutefois validé en 1505, à l'atteinte de sa majorité : manière de renouer avec la réussite diplomatique de son père.
Toutefois, Catherine d'Aragon, en vertu de son précédent mariage, est considérée par l'Église comme la sœur du futur roi. L'Église interdisant le mariage entre membres de la même famille, cette union est  l'objet de nombreux débats juridiques. Deux solutions se présentent  à Henri : prouver que le mariage n'a pas été consommé, auquel cas il doit rendre la dot de Catherine ou bien demander une dispense papale.

Cette autorisation pontificale est demandée par Henri VII et l'ambassadeur espagnol. Celle-ci n'est nécessaire que si l'union a été consommée, ce qui n'était pas arrivé, selon Catherine et sa chaperonne, la duègne Dona Elvire. Toutefois, des divergences apparaissent sur cette question. Contrairement aux Espagnols, les Anglais défendent l'idée que le mariage a été consommé. Toutefois en août 1503, Ferdinand d'Aragon juge bon, dans une lettre adressée à son ambassadeur de Rome, de considérer que le mariage a été consommé afin de pérenniser les relations diplomatiques avec l'Angleterre : 
« Comme les Anglais sont particulièrement disposés à chicaner, il nous a semblé plus prudent, pour faire avancer le cas en question, de considérer que le mariage a bien été consommé. » 
Le pape Jules II accorde donc la dispense. Le jeune âge d'Henri empêche toute cohabitation tandis que la mort d'Isabelle Ire en 1504 et la crise de succession qui suit compliquent la question. Son père préfère qu'elle reste en Angleterre, mais les relations entre Henri VII et Ferdinand II se détériorent, et la perspective d'un mariage semble s'éloigner. Catherine vit donc relativement recluse, et elle est nommée ambassadeur par son père pour lui permettre de rester indéfiniment en Angleterre.

## Roi d'Angleterre

### Début de règne
Henri VII meurt de la tuberculose le 21 avril 1509, et le jeune Henri lui succède sous le nom d'Henri VIII. Peu après l'enterrement de son père, le 10 mai, Henri VIII déclare qu'il épousera Catherine même si les questions entourant la dispense pontificale restent irrésolues,. La cérémonie de mariage est sobre et organisée à l'église franciscaine de Greenwich. Le 23 juin 1509, Henri VIII mène Catherine de la tour de Londres à l'abbaye de Westminster pour leur couronnement qui a lieu le lendemain. Le trajet du couple royal est décoré de tapisseries et un luxueux banquet dans la grande salle du palais de Westminster suit la cérémonie.

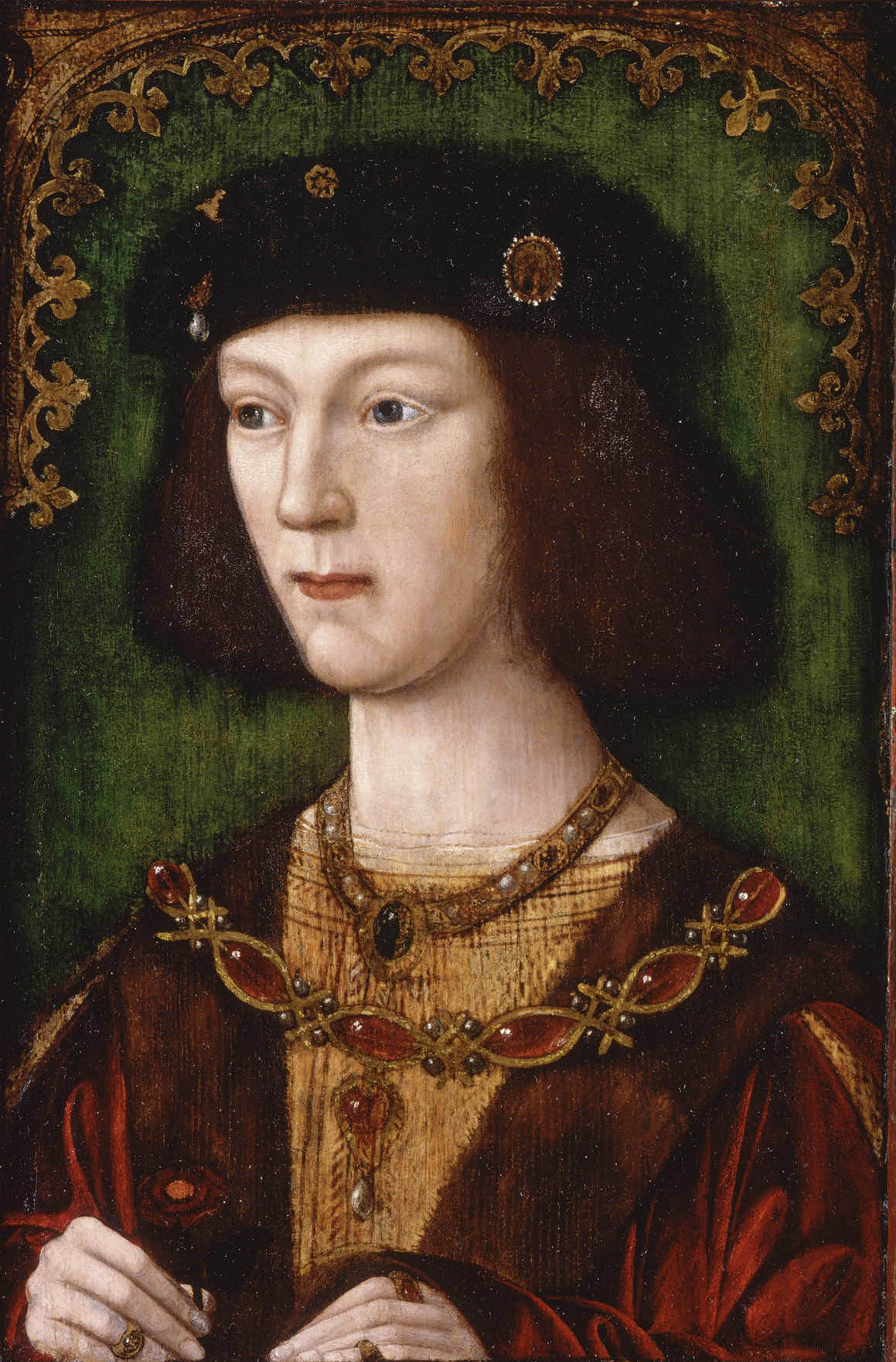
Henri VIII après son couronnement en 1509.

Deux jours après son couronnement, Henri VIII fait arrêter deux des ministres les plus impopulaires de son père : Richard Empson et Edmund Dudley. Ils sont condamnés pour haute trahison et exécutés en 1510. L'historien Ian Crofton considère que de telles exécutions ont été largement utilisées par Henri VIII pour éliminer ceux qui s'opposaient à son autorité. À l'inverse, il est beaucoup plus modéré que son père envers la maison d'York qui a des revendications sur la Couronne d'Angleterre. Plusieurs nobles emprisonnés par Henri VII, comme Thomas Grey, sont amnistiés mais certains sont exécutés ; Edmond de la Pole est ainsi décapité en 1513, après que son frère Richard a rejoint les adversaires de l'Angleterre durant la guerre de la Ligue de Cambrai.
Catherine d'Aragon, enceinte peu après le mariage, accouche d'une fille mort-née le 31 janvier 1510. À nouveau enceinte peu après, elle donne naissance à un fils appelé Henri, le 1er janvier 1511. Après le chagrin causé par la perte de leur premier enfant, le couple se réjouit de cette naissance et de nombreuses célébrations, dont un tournoi de joute, sont organisées ; l'enfant meurt cependant au bout de sept semaines. Il est révélé en 1510 qu'Henri VIII a une liaison extra-conjugale avec l'une des sœurs d'Edward Stafford (le duc de Buckingham, exécuté pour trahison en 1521), Anne ou Elizabeth. Catherine fait une nouvelle fausse couche en 1514 puis accouche d'une fille, Marie, en février 1516. Les relations au sein du couple royal s'améliorent après cette naissance et rien n'indique que le mariage ait été autre chose qu'« exceptionnellement bon » pour la période.
Elizabeth Blount, la cousine de lord Mountjoy, est la principale maîtresse d'Henri VIII pendant trois ans à partir de 1516. Elle est l'une des deux seules femmes dont le statut de maîtresse est incontesté, ce qui est peu pour un jeune roi de l'époque, comparativement à François Ier et Charles Quint par exemple,. Leur nombre exact fait l'objet de débats : David Loades estime qu'Henri VIII n'en avait « qu'un nombre très limité » tandis qu'Alison Weir considère qu'elles furent nombreuses. Il convient toutefois de faire la distinction entre les maîtresses régulières et les rencontres d'un soir, puisqu'on reconnaît généralement que le roi n'a eu que trois ou quatre « régulières » pendant toute sa vie. Catherine d'Aragon ne proteste pas et accouche d'une fille mort-née en 1518. En juin 1519, Blount donne naissance à un fils illégitime appelé Henry Fitzroy (qui signifie « fils du roi »). Le garçon est fait duc de Richmond en juin 1525, dans ce que certains estimèrent être un premier pas vers une éventuelle légitimation. En 1533, FitzRoy est marié à Marie Howard, la fille du duc de Norfolk Thomas Howard. Il meurt le 23 juillet 1536 de la tuberculose. Au moment de sa mort, le Parlement adopte le Second Acte de Succession qui lui aurait permis de devenir roi si Henri VIII mourait sans héritier légitime.

### Alliances et tensions

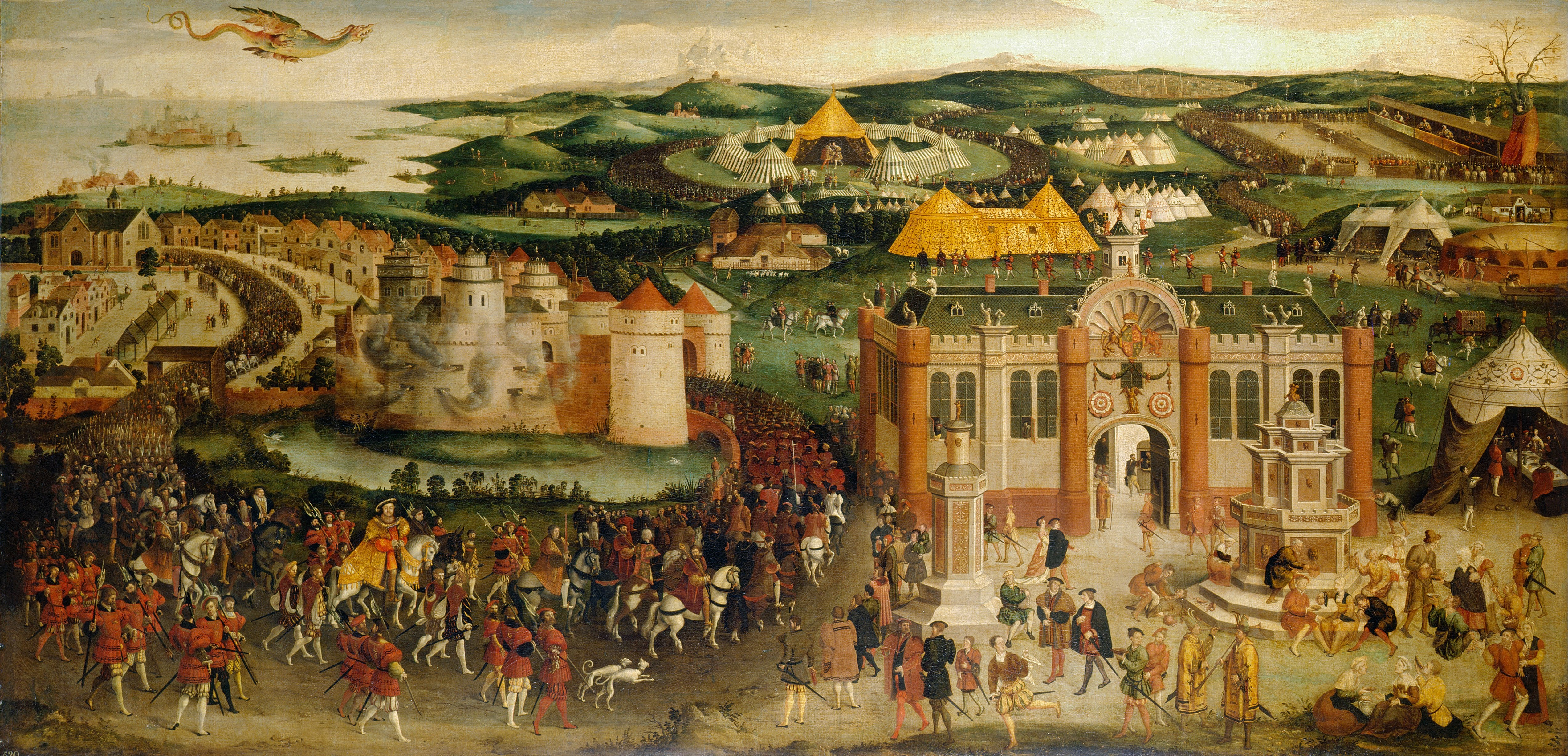
Le camp du Drap d'Or où se rencontrèrent François Ier (roi de France) et Henri VIII en 1520.

En 1510, la France a formé une alliance fragile avec le Saint-Empire romain germanique au sein de la ligue de Cambrai contre Venise. Henri VIII maintient les bonnes relations de son père avec le roi Louis XII de France, mais cette question divise ses conseillers et, peu après, il signe un pacte contradictoire avec Ferdinand II d'Aragon contre la France. Le problème est résolu par la formation, en octobre 1511, de la Ligue catholique dirigée contre la France par le pape Jules II. Henri VIII rejoint cette coalition peu après et prépare une attaque anglo-espagnole en Aquitaine, visant à reprendre les territoires perdus durant la guerre de Cent Ans. L'offensive est un désastre qui détériore les relations entre les deux pays, mais le retrait français d'Italie apaise les tensions,. Henri VIII remporte ensuite un grand succès diplomatique en convainquant l'empereur Maximilien Ier de rejoindre la coalition. Il obtient également du pape d'être couronné roi de France si Louis XII est vaincu.

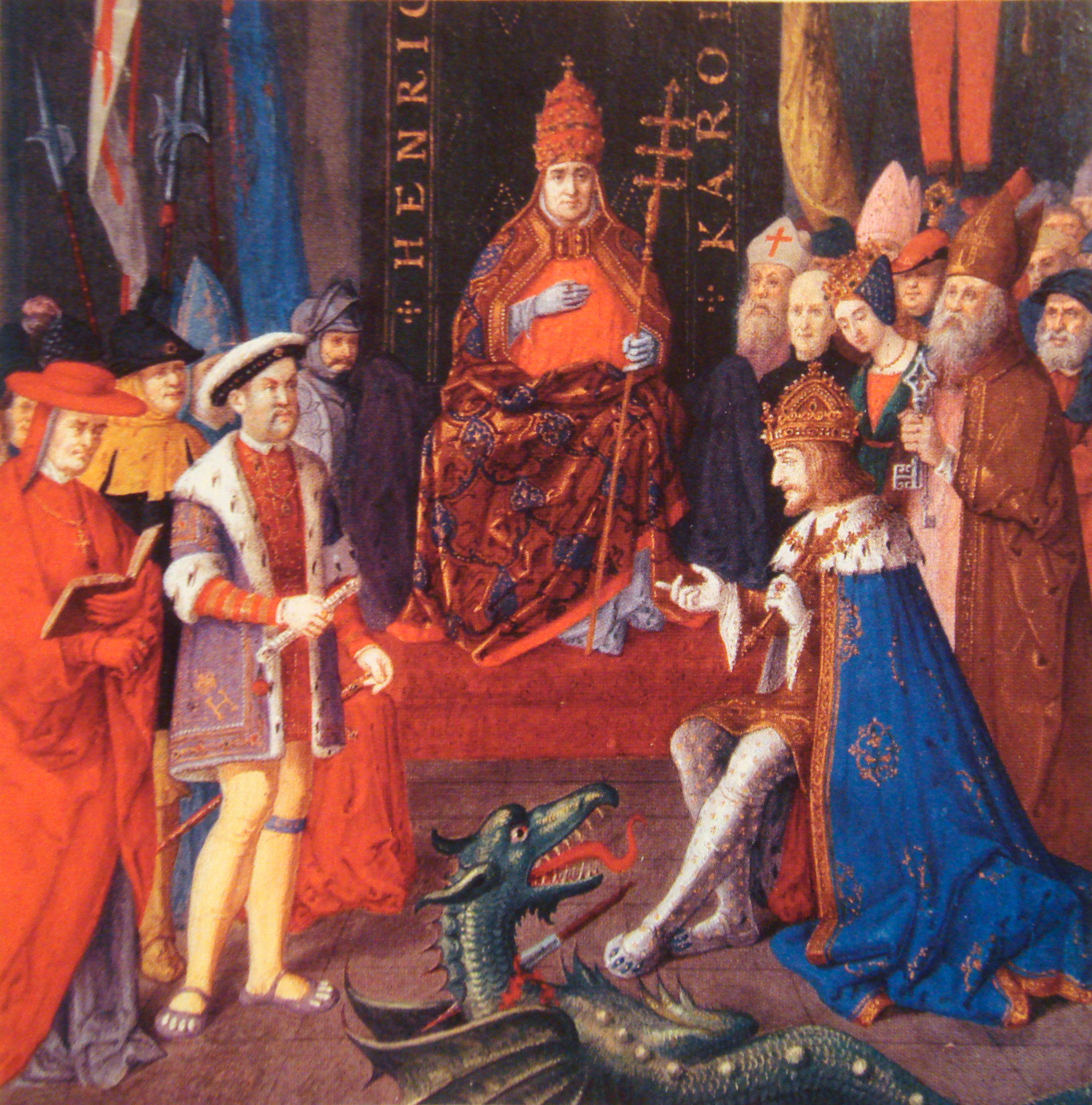
Henri VIII (à gauche) avec Charles Quint (à droite) et le pape Léon X (au centre), vers 1520.

Le 30 juin 1513, Henri VIII et ses troupes battent une armée française à Guinegatte dans le Pas-de-Calais et s'emparent de Tournai lors de la célèbre bataille des Éperons. Le roi mène personnellement ses troupes et son absence pousse son beau-frère Jacques IV d'Écosse (qui a épousé sa sœur aînée Margaret en 1503) à envahir l'Angleterre pour soutenir Louis XII. Les Écossais sont néanmoins écrasés lors de la bataille de Flodden Field, le 9 septembre 1513, et la mort du roi entraîne la fin de la brève participation de l'Écosse au conflit. Henri VIII a apprécié son expérience militaire, mais il décide de ne pas mener une nouvelle campagne en 1514. Il a soutenu financièrement Ferdinand II et Maximilien Ier mais a peu obtenu en retour, aussi les coffres anglais sont à présent vides. Le nouveau pape Léon X étant favorable à une paix avec la France, Henri VIII signe son propre traité avec Louis XII : sa sœur Marie épousera le roi de France et une trêve est signée pour huit ans, une durée particulièrement longue pour l'époque. Parmi les demoiselles d'honneur de la nouvelle reine, figurent deux femmes qui allaient jouer un rôle capital dans les événements qui vont suivre : Anne Boleyn et sa sœur aînée Marie.
Louis XII décède le 1er janvier 1515. François Ier, le gendre de Louis XII, lui succède, tandis qu'après la mort respective de ses grands-pères Ferdinand II et Maximilien Ier en 1516 et 1519, Charles d'Autriche (Charles Quint) devient roi d'Espagne et empereur germanique. La reine Marie, qui ne peut gouverner elle-même en France en raison de la loi salique, retourne en Angleterre où elle épouse l'ami intime d'Henri, Charles Brandon, qui vient d'être nommé duc de Suffolk. La diplomatie prudente du lord chancelier, le cardinal Thomas Wolsey, permet la signature du traité de Londres de 1518 qui vise à créer une paix permanente en Europe occidentale et à se prémunir contre la menace grandissante de l'Empire ottoman. Le 7 juin 1520, Henri VIII et François Ier se rencontrent au camp du Drap d'Or près de Calais pour deux semaines de somptueuses festivités. Les deux hommes espèrent mettre en place des relations amicales après les affrontements de la décennie passée, mais les tensions restent élevées et un nouveau conflit inévitable. Le roi anglais se sent plus proche de Charles Quint, qu'il a rencontré à Londres à l'automne 1519 avant sa rencontre avec François Ier.
Une nouvelle guerre éclate entre l'Empire et la France en 1521, et Henri VIII propose sans grand succès sa médiation. Toujours désireux de reprendre les anciens territoires anglais en France, il se rapproche de la Bourgogne, alors terre d'Empire, et apporte son soutien à Charles Quint. Une armée anglaise mène une offensive dans le Nord de la France, à partir de 1522, avec des résultats mitigés. Le tournant du conflit est la capture du roi de France à Pavie, en février 1525, par les forces de Charles Quint qui peut, à présent, dicter ses conditions de paix, et estime qu'il ne doit rien à Henri VIII. Charles Quint décide donc de négocier une paix séparée qui est signée le 30 août 1525 et ramène quasiment les belligérants à la situation d'avant-guerre.

### Séparation avec Catherine d'Aragon et schisme avec Rome

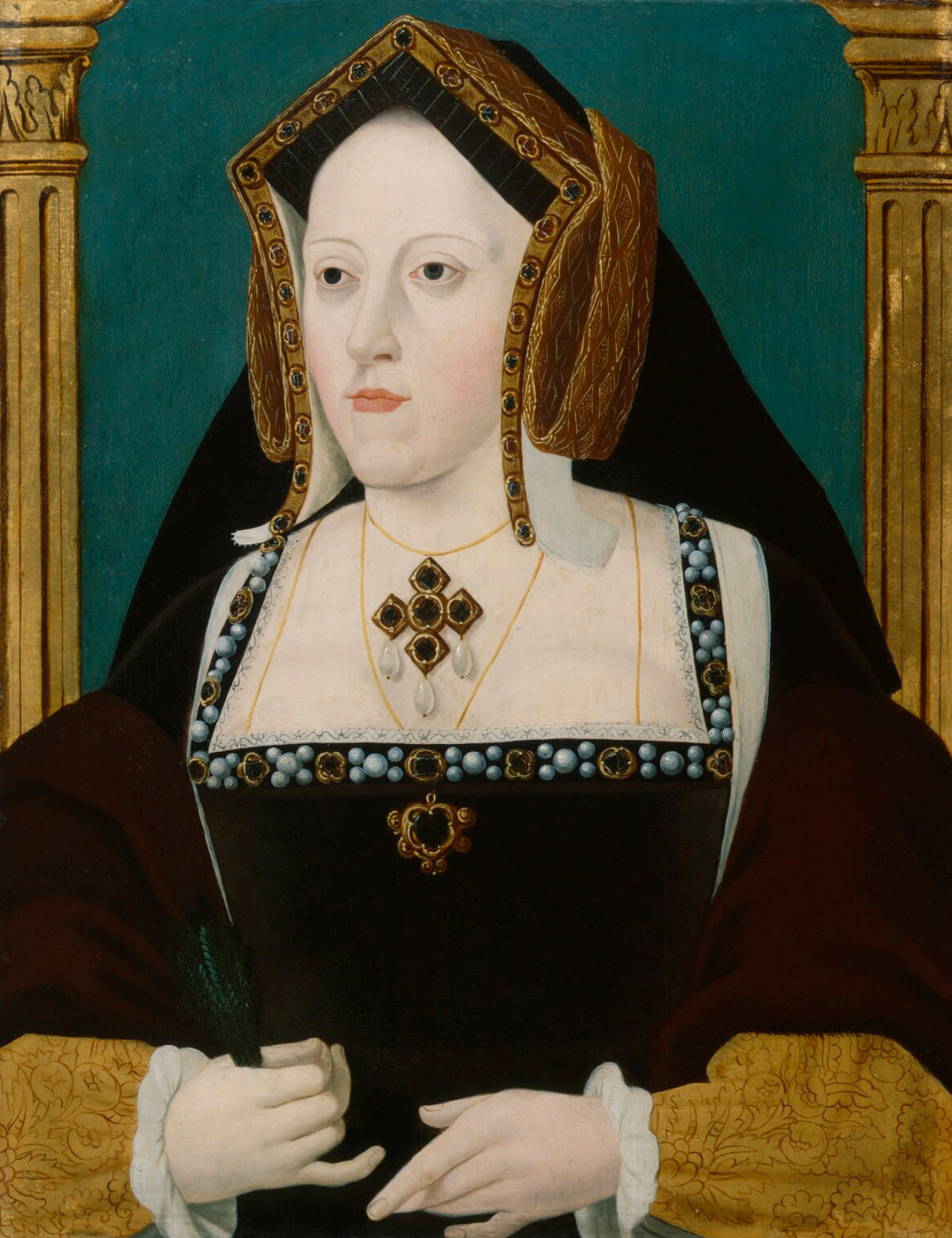
Catherine d'Aragon, qui fut la première épouse d'Henri VIII, vers 1525.

Au début des années 1520, Henri VIII entretient une relation avec Mary Boleyn, devenue une des dames de compagnie de Catherine d'Aragon. Il a été avancé qu'il était le père de ses deux enfants, Catherine et Henry, mais cela n'a jamais été prouvé et le roi ne les a pas reconnus comme il l'avait fait pour Henry FitzRoy. Une autre rumeur non corroborée affirme qu'Henri avait également eu une liaison avec la mère de Marie, Elizabeth Howard. Alors qu'Henri VIII se désespère de l'incapacité de Catherine à lui donner l'héritier mâle qu'il désire,, il se rapproche de la sœur de Mary, Anne Boleyn, une jeune femme qui est aussi une des demoiselles d'honneur de la reine. Elle résiste néanmoins à ses avances et refuse de devenir sa maîtresse comme l'est sa sœur,. C'est dans ce contexte que Henri VIII évalue ses trois options pour obtenir un héritier et ainsi résoudre ce que la cour qualifie de « grand dilemme » ou la Grande Affaire du roi. Il peut légitimer Henry FitzRoy, ce qui nécessiterait l'intervention du pape et pourrait être contesté ; fiancer sa fille Marie le plus vite possible et espérer un petit-fils qui pourrait hériter directement — mais elle n'a qu'une dizaine d'années et peut ne produire un héritier qu'après sa mort ; ou se séparer d'une façon ou d'une autre de Catherine et épouser une femme capable de lui donner un fils. Cette dernière possibilité et la perspective d'épouser Anne semblent les plus désirables pour Henri VIII et sa volonté d'obtenir l'annulation de son mariage devient rapidement évidente.

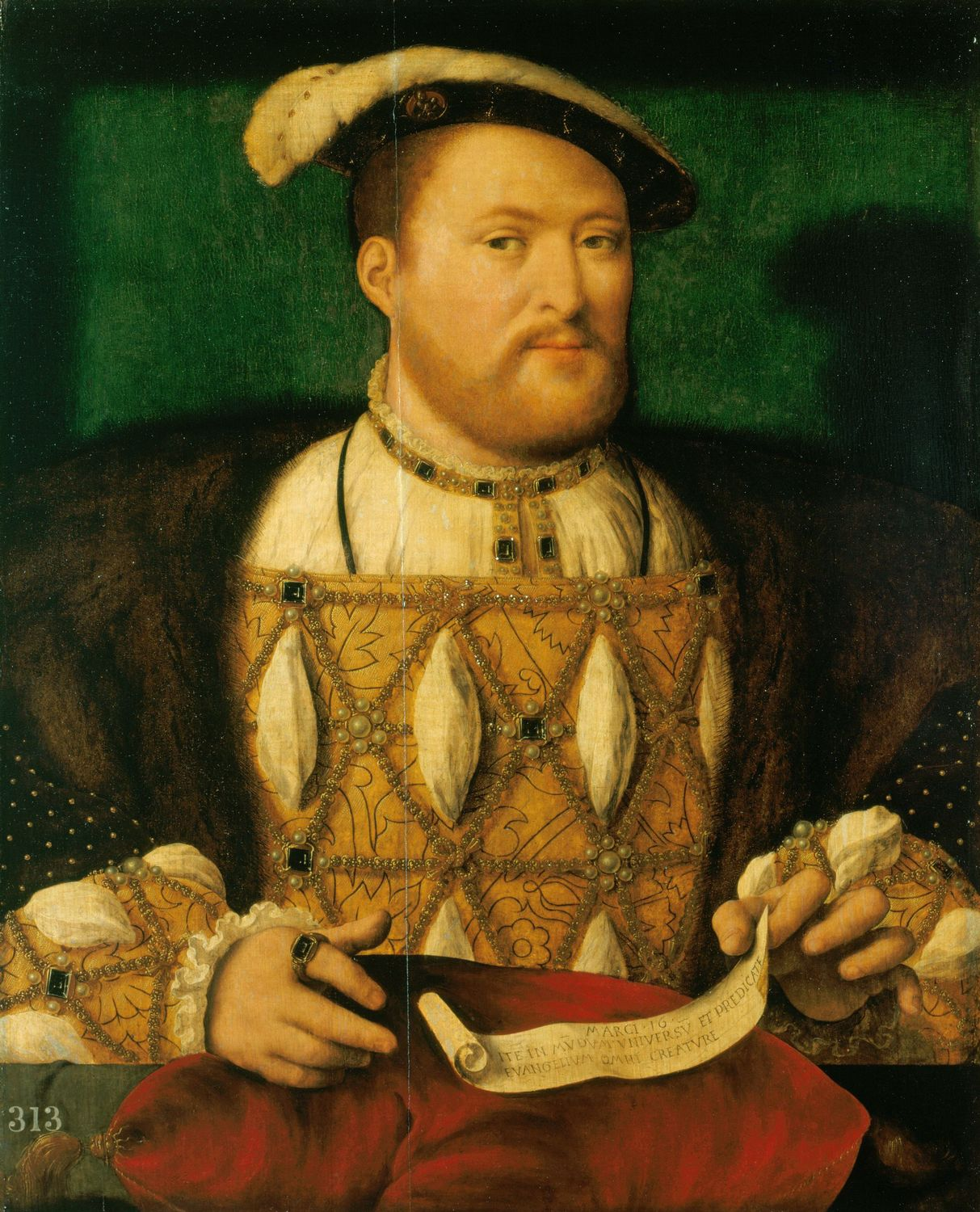
Portrait d'Henri VIII par Joos van Cleve, vers 1531.

Les motivations et les intentions précises d'Henri VIII dans les années qui suivent ne font pas l'unanimité. Du moins dans la première partie de son règne, Henri VIII est un catholique pieux et instruit dont le traité théologique qu'il rédigea en 1521 contre les attaques de Martin Luther lui vaut de recevoir le titre de Défenseur de la Foi par le pape Léon X. Vers 1527, il est persuadé qu'en épousant Catherine, l'épouse de son frère, il a violé la loi divine (Lévitique 20,21) et que même une dispense papale ne pouvait rendre cette union valide. En réalité, un autre extrait de la Bible, dans le Deutéronome, autorise le frère du défunt, qui n'a pas eu de progéniture, à épouser sa belle-sœur, le lévirat. Catherine est invitée à se retirer discrètement dans un couvent mais elle refuse en déclarant qu'elle est la « seule et véritable épouse du roi ». Henri VIII dépêche donc des émissaires auprès du Saint-Siège pour demander l'annulation du mariage, mais le pape refuse car il ne veut pas désavouer son prédécesseur et irriter Charles Quint, le neveu de Catherine, dont les troupes se trouvent à proximité du Vatican et ont pillé Rome en mai 1527.
Il est alors décidé d'organiser, en octobre 1528, un tribunal ecclésiastique chargé de se prononcer sur la validité du mariage en Angleterre, en présence d'un représentant du pape. Même si Clément VII approuve la constitution d'une telle cour, il n'a pas l'intention de déléguer à son émissaire Lorenzo Campeggio l'autorité pour accepter la demande d'Henri VIII. Après deux mois de discussions, Clément VII demande, en juillet 1529, que l'affaire soit jugée à Rome, où il est certain que la validité du mariage sera confirmée. Cette incapacité à obtenir l'annulation désirée entraîne la chute « soudaine et totale » de Thomas Wolsey qui est accusé de trahison en octobre, et meurt ruiné et malade sur la route de Leicester le 29 novembre 1530. Thomas More le remplace au poste de lord chancelier et de principal conseiller du roi. Intelligent et capable mais également catholique fervent et opposant au divorce, More soutient initialement le roi devant le Parlement.
En 1531, Catherine d'Aragon est expulsée de la cour et ses appartements sont attribués à Anne Boleyn. Cette dernière, femme particulièrement intelligente et cultivée pour l'époque (elle a été demoiselle d'honneur en France et en Autriche), s'intéresse grandement aux idées des réformateurs protestants, même si son degré d'adhésion au protestantisme reste débattu. Lorsque l'archevêque de Cantorbéry William Warham meurt en 1532, l'influence d'Anne et le besoin de trouver un ecclésiastique favorable au divorce entraînent la nomination de Thomas Cranmer. Ce choix est approuvé par le pape, qui ignore les plans du roi d'Angleterre.

### Mariage avec Anne Boleyn

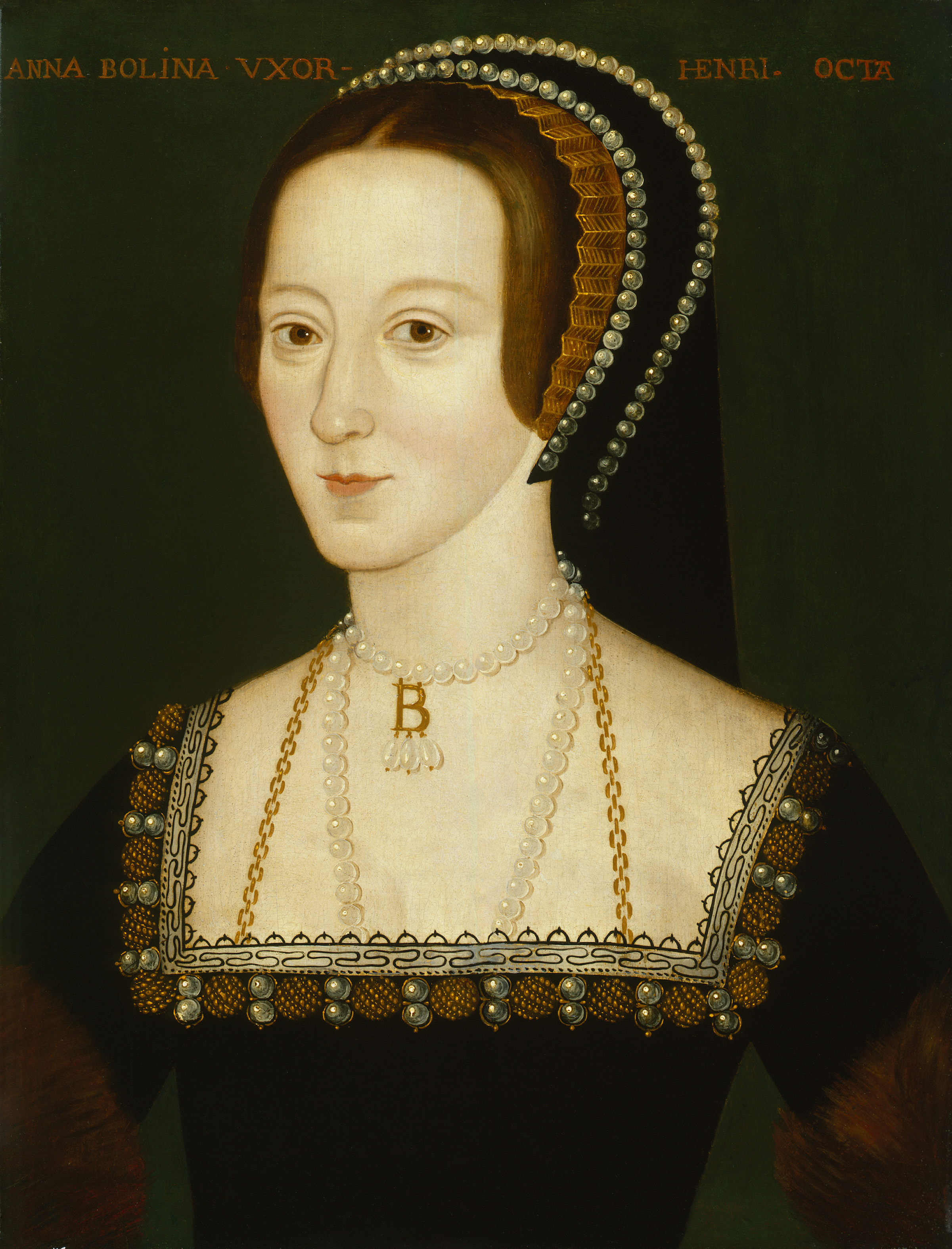
Anne Boleyn, deuxième épouse d'Henri VIII. Copie d'un portrait de 1534.

Durant l'hiver 1532, Henri VIII et Anne Boleyn rencontrent François Ier à Calais et obtiennent le soutien du roi de France pour le mariage. Immédiatement après son retour à Douvres, Henri VIII et Anne se marient en secret. Elle tombe rapidement enceinte, et une deuxième cérémonie est organisée à Londres le 25 janvier 1533. Le 23 mai 1533, Cranmer préside un tribunal spécial et annule le mariage d'Henri VIII et de Catherine ; cinq jours plus tard, il officialise le mariage d'Henri VIII et d'Anne. Catherine perd formellement son titre de reine et devient « princesse douairière » en tant que veuve d'Arthur, et Anne est couronnée reine consort le 1er juin 1533. Elle accouche, le 7 septembre, d'une fille nommée Élisabeth en l'honneur de la mère du roi, Élisabeth d'York.
À la suite du mariage, plusieurs législations sont adoptées pour régler les problèmes causés par cette union. Les changements au droit canon sont supervisés par Cranmer tandis que les réformes présentées au Parlement sont soutenues par Thomas Cromwell, Thomas Audley et Thomas Howard ainsi que par Henri VIII. Mécontent de cette évolution et plus particulièrement de la création d'une église anglicane indépendante de Rome, Thomas More démissionne et Cromwell devient le principal conseiller du roi. Le Premier Acte de Succession de 1534 exclut Marie, fille de Catherine, de la succession au trône, légitime le mariage d'Henri VIII avec Anne, et spécifie que les enfants qu'il aura avec elle deviendront ses héritiers. L'Acte de suprématie (1534) et la loi sur la restriction de l'appel (en) font d'Henri VIII le chef suprême de l'Église en Angleterre, ce qui fait que toute obéissance au pape sera considérée comme une trahison dirigée contre le roi et l'Angleterre. Ces décisions poussent Paul III à excommunier le roi et l'archevêque de Cantorbéry Thomas Cranmer, même si cela n'a été rendu public que plus tard.
Le roi et la reine ne sont pas satisfaits de leur vie de couple, notamment parce qu'Anne refuse d'être la femme soumise qu'il attend d'elle. La vivacité d'esprit qui l'a rendue si attirante est désormais incompatible avec le rôle largement cérémoniel d'une reine, et cela lui vaut de nombreuses inimitiés, particulièrement celle de Cromwell. De son côté, Henri VIII apprécie peu l'irritabilité d'Anne et, après une grossesse nerveuse ou une fausse couche en 1534, il voit son incapacité à lui donner un fils comme une trahison. Dès Noël 1534, Henri VIII discute avec Cranmer et Cromwell de la possibilité de quitter Anne sans avoir à revenir auprès de Catherine. L'année suivante, il entame une relation avec Margaret Shelton.
L'opposition aux politiques religieuses d'Henri VIII est rapidement réprimée en Angleterre. De nombreux moines sont exécutés et beaucoup d'autres sont cloués au pilori. Les plus importants opposants sont l'évêque de Rochester, John Fisher, et Thomas More qui refusent de prêter allégeance au roi. Henri VIII et Cromwell ne souhaitent pas leur mort et ils espèrent qu'ils changeront d'avis. Ce n'est pas le cas, et les deux hommes sont condamnés pour haute trahison et exécutés à l'été 1535. Cette répression, associée à la dissolution des monastères de 1536, accroît le mécontentement populaire, et un large soulèvement appelé pèlerinage de Grâce comprenant entre 20 000  et   40 000 rebelles menés par Robert Aske éclate dans le Nord de l'Angleterre en octobre. Henri VIII promet de prendre en compte leurs revendications et décrète une amnistie ; confiant dans la parole du roi, le meneur renvoie ses disciples ; le monarque considère néanmoins les rebelles comme des traîtres et environ 200 d'entre eux, dont Aske, sont exécutés. Le roi confisque les terres des religieux, il en distribue environ un quart à ses proches, et revend le reste à des nobles pour renflouer les caisses du royaume, presque complètement vides en raison des guerres et de son mode de vie somptueux.

### Exécution d'Anne Boleyn

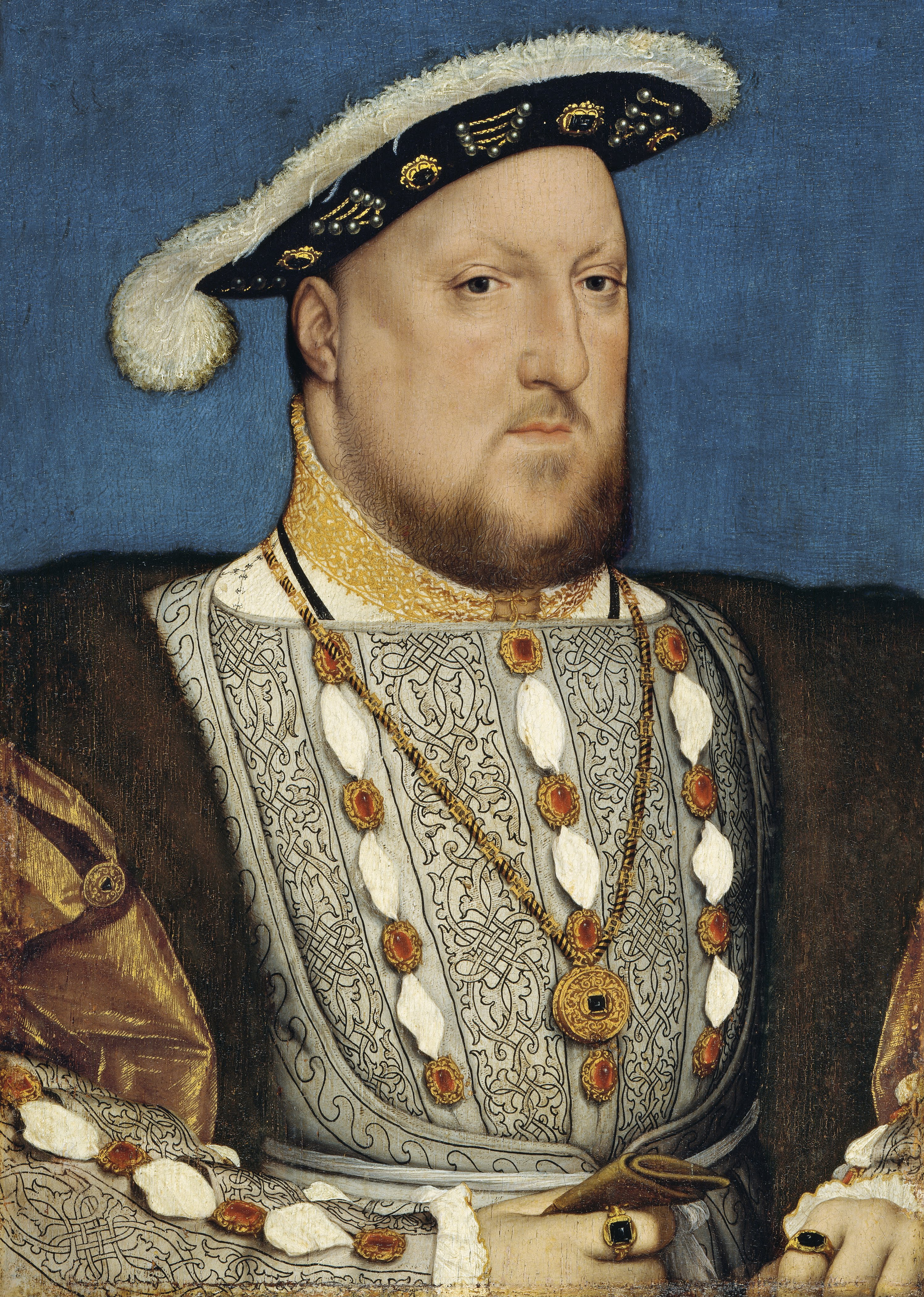
Henri VIII par Hans Holbein le Jeune en 1537.

Le 8 janvier 1536, le couple royal apprend la mort de Catherine d'Aragon et la reine est à nouveau enceinte, consciente des conséquences si elle ne donne pas naissance à un fils. Le 24 janvier, le roi, désarçonné, est gravement blessé lors d'une joute, et sa vie semble temporairement en danger. Choquée par la nouvelle, la reine accouche d'un garçon mort-né, d'une quinzaine de semaines, le jour des funérailles de Catherine le 29 janvier. Pour la plupart des commentateurs, cette tragédie personnelle marque le début de la fin du mariage royal. Étant donné le fort désir du roi d'avoir un fils, la série de grossesses d'Anne attire largement l'attention. L'historien Mike Ashley avance qu'Anne a fait deux fausses couches entre la naissance d'Élisabeth et l'accouchement du fils mort-né en 1536. La plupart des sources parlent de la naissance d'Élisabeth en septembre 1533, d'une possible fausse couche à l'été 1534, et de la fausse couche d'un garçon à environ quatre mois de grossesse en janvier 1536.
Même si la famille Boleyn occupe encore d'importantes positions au sein du Conseil privé, Anne s'est fait de nombreux ennemis, dont le général Charles Brandon, duc de Suffolk. Les Boleyn privilégient une alliance avec la France tandis que le roi, sous l'influence de Cromwell, est plus favorable au rapprochement avec le Saint-Empire et cela affecte l'influence de la famille. Les opposants d'Anne sont également les partisans d'une réconciliation avec la princesse Marie, devenue majeure, dont les anciens soutiens de Catherine. Un second divorce est devenu une réelle possibilité mais il est largement considéré, peut-être à tort, que Cromwell cherche un moyen de se débarrasser physiquement de la reine.
La chute d'Anne a lieu peu après les relevailles de sa dernière fausse couche. Les premiers signes de cette disgrâce sont l'octroi de logements prestigieux à la nouvelle maîtresse du roi, Jeanne Seymour, et le refus de l'ordre de la Jarretière au frère d'Anne, George Boleyn ; le titre est accordé, à la place, au frère de Jeanne, Édouard, qui devient marquis d'Hertford.
Entre le 30 avril et le 2 mai 1536, cinq hommes (dont le frère d'Anne, George) et elle-même sont arrêtés pour adultère et inceste. Même si les preuves sont peu convaincantes, les accusés sont reconnus coupables et condamnés à mort. George Boleyn, accusé d'être l'amant de sa propre sœur, et les autres hommes (Francis Weston, William Brereton, Henry Norris et le musicien Mark Smeaton) sont exécutés le 17 mai 1536 et le 19 mai à 8 h, Anne est décapitée dans l'enceinte de la tour de Londres, l'exécution ayant été décalée à la suite du retard du bourreau de Saint-Omer qui avait été mandé en raison de sa dextérité dans la décapitation à l'épée.

### Mariage avec Jeanne Seymour

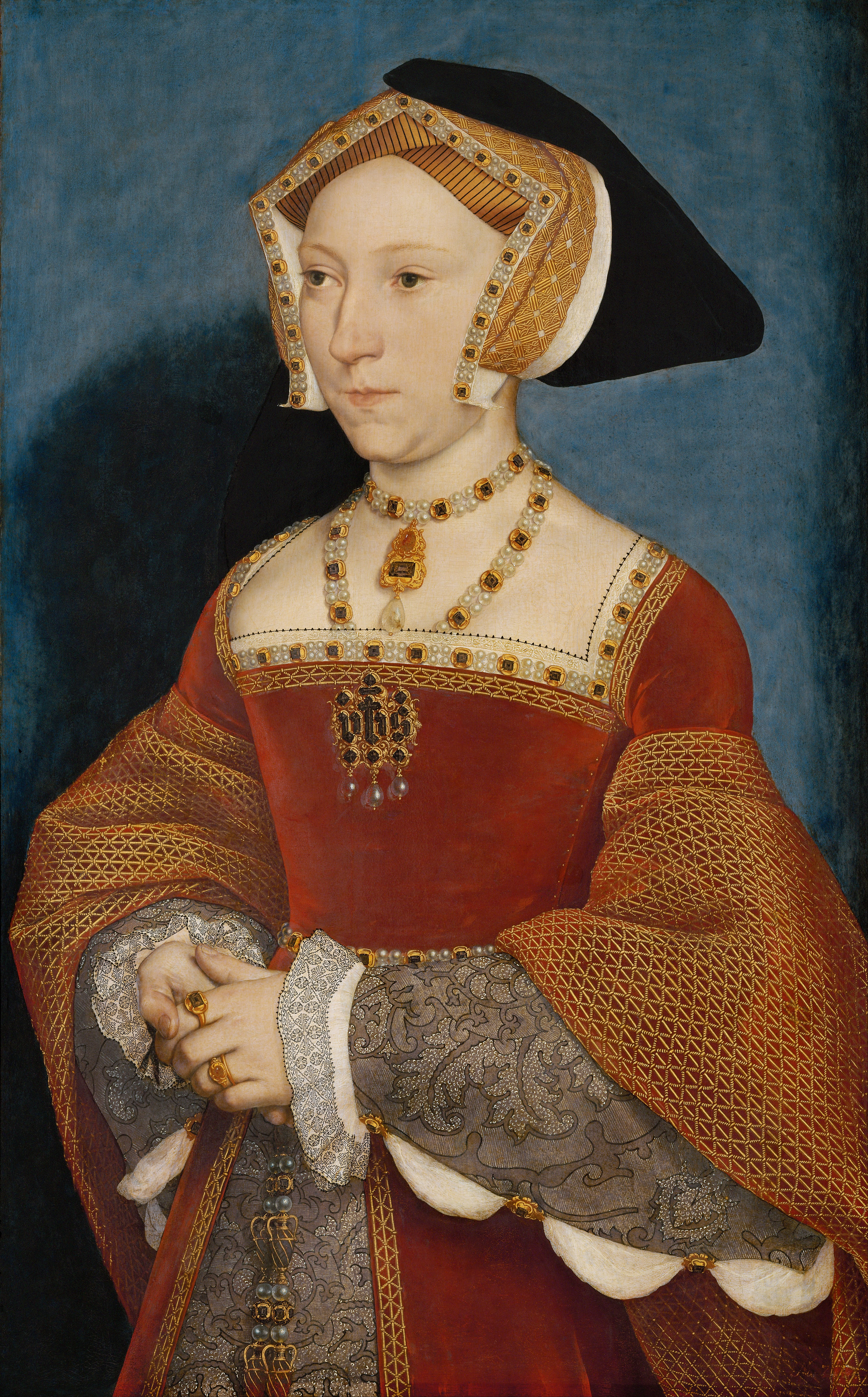
Jeanne Seymour est la troisième épouse d'Henri VIII ; portrait réalisé par Hans Holbein le Jeune en 1536.

Le lendemain de l'exécution d'Anne Boleyn, Henri VIII se fiance à Jeanne Seymour, qui a été l'une des dames de compagnie de la reine, et ils se marient dix jours plus tard. Le 12 octobre 1537, Jeanne donne naissance à un fils, Édouard, mais l'accouchement est difficile et la fièvre puerpérale emporte la reine, le 24 octobre 1537. L'euphorie qui a entouré la naissance d'Édouard laisse place à la tristesse, et si Henri VIII semble rapidement surmonter sa mort, il semble que ce soit d'elle qu'il gardera les souvenirs les plus tendres en demandant à être inhumé avec elle. La recherche d'une nouvelle épouse reprend immédiatement, même si le roi a porté le deuil pendant trois mois.
Comme Charles Quint est occupé par les tensions politiques et religieuses au sein de ses nombreux royaumes et qu'Henri VIII et François Ier sont en bons termes, le roi d'Angleterre délaisse la politique étrangère au début des années 1530 pour se concentrer sur les questions intérieures. En 1536, il approuve l'acte d'union qui unit formellement le pays de Galles à l'Angleterre. La même année, le Second Acte de Succession écarte Marie et Élisabeth de la succession au trône et mettra Édouard à la première place ; la législation autorise également le souverain à préciser l'ordre de succession dans son testament. Charles Quint et François Ier font la paix en 1538 et Henri VIII devient de plus en plus inquiet. Enrichi par la dissolution des monastères, il fait construire des défenses côtières et se prépare financièrement à une attaque franco-germanique.

### Mariage avec Anne de Clèves

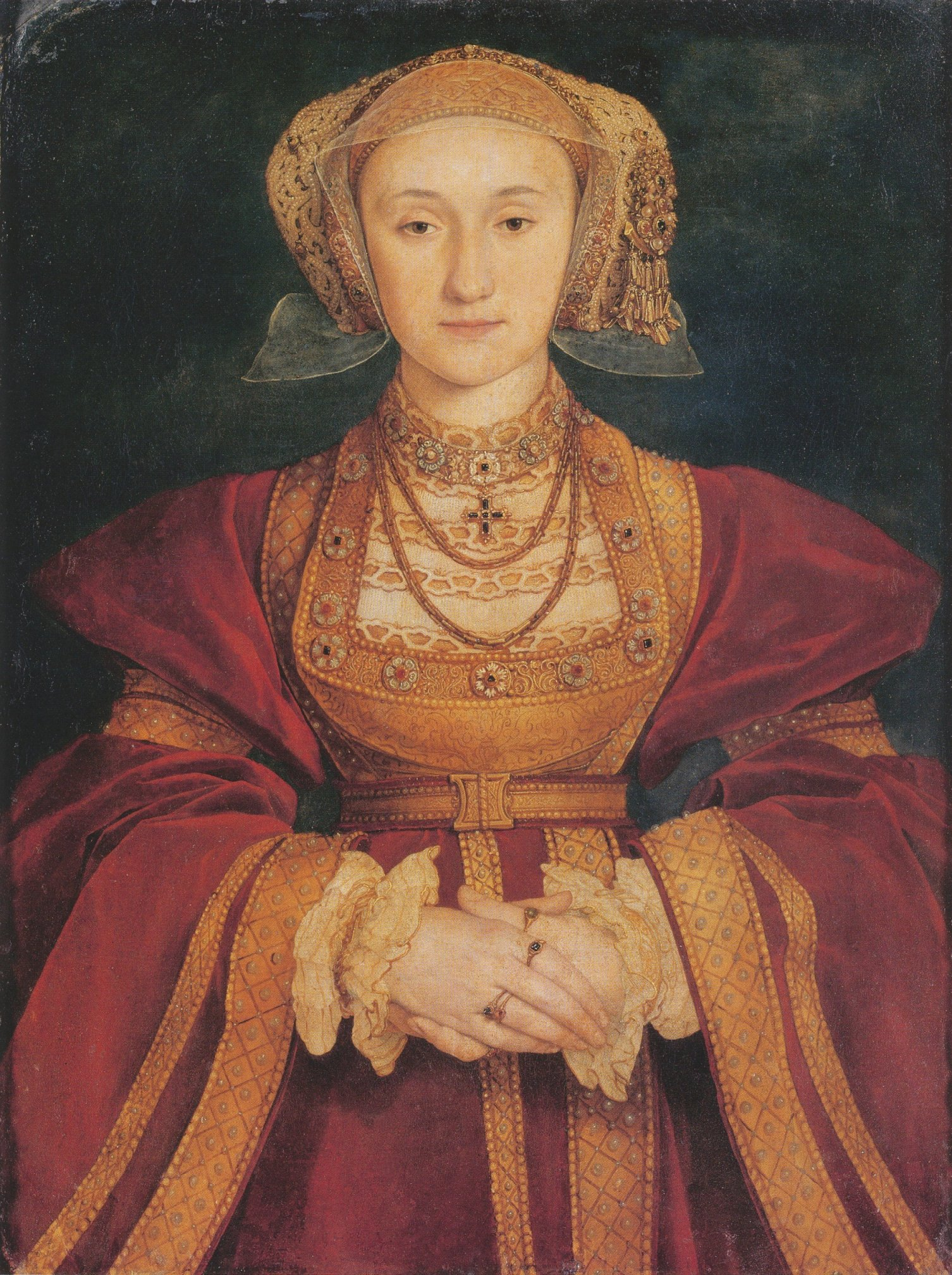
Anne de Clèves est la quatrième épouse d'Henri VIII ; portrait réalisé par Hans Holbein le Jeune en 1539.

À la fin des années 1530, Henri VIII, obsédé par sa succession, veut à nouveau se marier. Cromwell, fait comte d'Essex trois mois avant son exécution pour trahison le 28 juillet 1540, suggère le choix d'Anne de Clèves, la sœur du duc de Clèves, considéré comme un allié important dans le cas d'une attaque catholique contre l'Angleterre car il dispute le contrôle du duché de Gueldre à Charles Quint. Anne de Clèves est alors fiancée avec le marquis de Pont-à-Mousson, François Ier de Lorraine, fils d'Antoine de Lorraine, duc de Lorraine et de Bar. Hans Holbein le Jeune, qui est alors le peintre régulier de la cour, est envoyé à Clèves pour réaliser un portrait d'Anne destiné au roi, comme il l'a fait à Bruxelles pour la nièce de Charles Quint, la belle Christine de Danemark, duchesse douairière de Milan et future épouse de François. Même si Holbein a enjolivé son œuvre, il est probable que le portrait soit ressemblant ; Holbein resta d'ailleurs en faveur à la cour. Après avoir vu le tableau et entendu ses courtisans réaliser des descriptions flatteuses de la princesse, le roi accepte d'épouser Anne. Henri VIII est toutefois déçu de son apparence lors de leur première rencontre à Rochester le 3 janvier 1540, mais le mariage est néanmoins célébré trois jours plus tard,. Il est pourtant rapidement décidé d'annuler cette union et Anne ne s'y oppose pas ; peut-être en récompense de sa docilité, elle reçoit le titre de « sœur aimée du roi » ainsi que plusieurs résidences royales et une généreuse pension. La nièce de Thomas Howard, 3e duc de Norfolk, Catherine, l'une des dames de compagnie d'Anne de Clèves, attire rapidement l'attention du roi, ce qui inquiète Cromwell car le catholique Howard est l'un de ses principaux opposants.
Peu après, les réformateurs et protégés de Cromwell, Robert Barnes (en), William Jerome et Thomas Garret, sont brûlés comme hérétiques. Dans le même temps, Cromwell perd la faveur d'Henri VIII lorsque ce dernier se persuade que son vice-régent protège les Protestants à Calais ; ses idées en politique intérieure et étrangère diffèrent peu de celles du roi et malgré son rôle dans l'affaire, il n'est pas officiellement tenu pour responsable de l'échec du mariage avec Anne de Clèves. Il est néanmoins isolé à la cour tandis que Howard peut s'appuyer sur la position de sa nièce. Cromwell accusé de trahison, d'hérésie et de corruption est exécuté le 28 juillet 1540.

### Mariage avec Catherine Howard

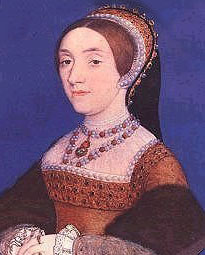
Catherine Howard est la cinquième épouse d'Henri VIII ; miniature réalisée par Hans Holbein le Jeune.

Le 28 juillet 1540, le jour de l'exécution de Cromwell, Henri VIII épouse la jeune Catherine Howard, de 30 ans sa cadette. Ravi de sa nouvelle reine, il lui accorda les propriétés de Cromwell et de nombreux joyaux. Peu après le mariage, Catherine a néanmoins une aventure avec le courtisan Thomas Culpeper et elle emploie comme secrétaire personnel Francis Dereham, avec qui elle a été informellement fiancée avant son union avec le roi. Les rumeurs deviennent pressantes en 1541, et Henri VIII, qui ne se trouve pas à la cour, charge Thomas Cranmer d'enquêter. Le souverain refuse un temps de croire ces allégations malgré les preuves avancées par l'archevêque et les aveux de Catherine ; lorsqu'il les admet enfin, Henri VIII éclate de rage et blâme le Conseil privé avant de se consoler en allant chasser. La reine aurait pu avoir mentionné l'existence de fiançailles informelles avec Dereham, ce qui aurait invalidé son mariage avec le roi mais elle avance que Dereham l'a violée. De son côté, ce dernier révèle la relation de la reine avec Culpeper qui est condamné pour trahison. Il est décapité le 10 décembre 1541, tandis que Dereham est pendu, éviscéré et démembré le même jour. Catherine connaît le même sort que Culpeper le 13 février 1542.
La paix entre Charles Quint et François Ier est rompue et les hostilités reprennent dès 1542. Irrité par l'influence française en Écosse, Henri VIII se rapproche de l'empereur, même si ce dernier lui reproche son éloignement du catholicisme. Une invasion de la France est planifiée pour 1543 mais Henri VIII décide au préalable d'éliminer la potentielle menace écossaise. Cela lui permettrait également d'imposer la réforme protestante dans une région encore largement catholique et d'unifier les deux couronnes en mariant son fils Édouard à Marie, la fille du roi d'Écosse Jacques V, la future Marie Stuart qui vient à peine de naître. Cette campagne, qui se poursuit sous le règne d'Édouard VI (qui est placé sous la protection d'Edward Seymour, 1er comte d'Hertford) est surnommée le Rough Wooing (« rude séduction »). Les Écossais sont battus lors de la bataille de Solway Moss le 24 novembre 1542 et Jacques V meurt le 15 décembre des suites de la bataille. Le régent d'Écosse James Hamilton signe le traité de Greenwich prévoyant le mariage mais l'accord est rejeté, en décembre 1543, par le Parlement écossais qui renouvelle de plus son alliance avec la France. Henri VIII organise une nouvelle offensive et ses troupes, dirigées de façon particulièrement impitoyable par Hertford, incendient Édimbourg, en mai 1544, avant d'être battues à Ancrum Moor, en février 1545. Les hostilités se prolongent après la mort d'Henri VIII jusqu'en 1551,.

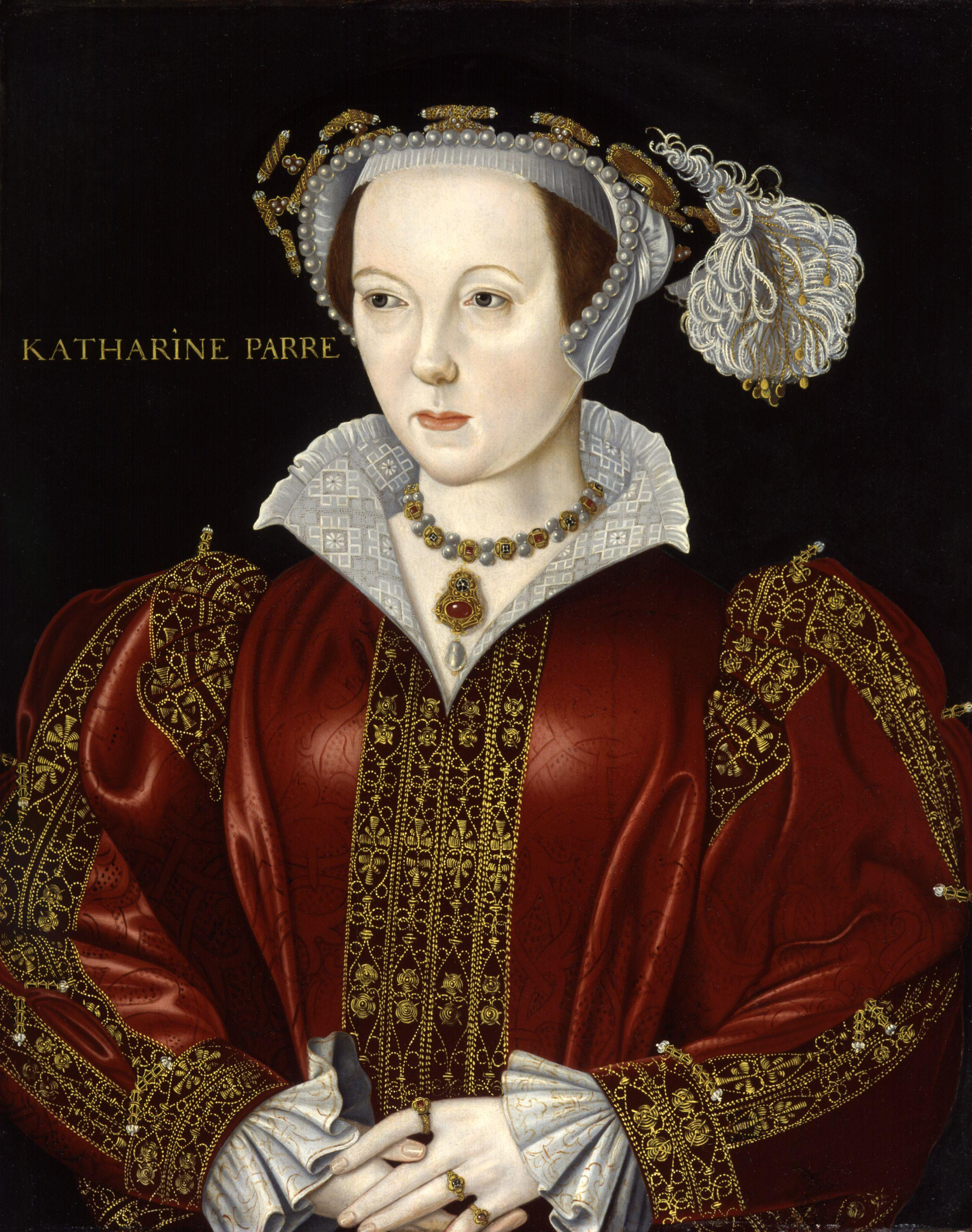
Catherine Parr est la sixième épouse d'Henri VIII ; portrait attribué à William Scrots, vers 1545.

Malgré ses succès en Écosse, Henri VIII hésite à attaquer la France, avant d'ordonner une double invasion en juin 1544. La première, menée par Thomas Howard, attaque sans succès Montreuil tandis que la seconde commandée par le duc de Suffolk Charles Brandon assiège Boulogne-sur-Mer. Henri VIII prend personnellement le contrôle de ses troupes et Boulogne tombe le 18 septembre,. La campagne de Charles Quint est cependant dans l'impasse et il décide unilatéralement de signer une trêve avec François Ier le jour de la chute de Boulogne, à la grande colère d'Henri VIII. L'Angleterre étant à présent seule contre la France, les gains anglais sont rapidement repris mais une tentative d'invasion française est repoussée à l'été 1545. L'épuisement des deux belligérants entraîne la signature du traité d'Ardres, le 7 juin 1546, qui prévoit que l'Angleterre restituerait Boulogne dans dix ans, contre le versement d'importantes compensations financières.

### Mariage avec Catherine Parr
Henri VIII épouse sa sixième et dernière épouse, la riche veuve Catherine Parr, en juillet 1543. Réformatrice convaincue, elle débat beaucoup avec le roi au sujet de la religion, mais ce dernier reste fidèle à une idiosyncrasie catholique et protestante. Catherine Parr contribue à réconcilier Henri VIII avec ses filles et le Troisième Acte de Succession de 1543 ramène Marie et Élisabeth dans l'ordre de succession, même si elles se trouvent après Édouard. Elles restent néanmoins juridiquement illégitimes, et le texte leur interdit de se marier sans l'accord du Conseil privé. En 1547, il protégera le Troisième Acte de Succession par la loi de Trahison de 1547, stipulant que toute violation de l'Acte de Succession caractérise un acte de trahison et entraîne la peine capitale. Tout Anglais ayant des idées hostiles à l'anglicanisme pourra donc être exécuté.

### Dernières années de règne
Henri VIII est devenu obèse avec un tour de taille de 53 pouces (135 cm) et un poids de 28 stones (178 kg). Il souffre probablement de la goutte et présente de nombreux furoncles douloureux. Son obésité et ses autres problèmes médicaux sont certainement liés à la blessure à la jambe qu'il a subie lors du tournoi de joute de 1536. L'incident a aggravé un ancien traumatisme et ses médecins sont incapables de traiter la blessure qui a suppuré et s'est ulcérée jusqu'à sa mort. En plus de l'empêcher de maintenir son niveau d'activité antérieur, on considère que cet accident est la cause de ses sautes d'humeur qui ont eu une profonde influence sur sa personnalité,.

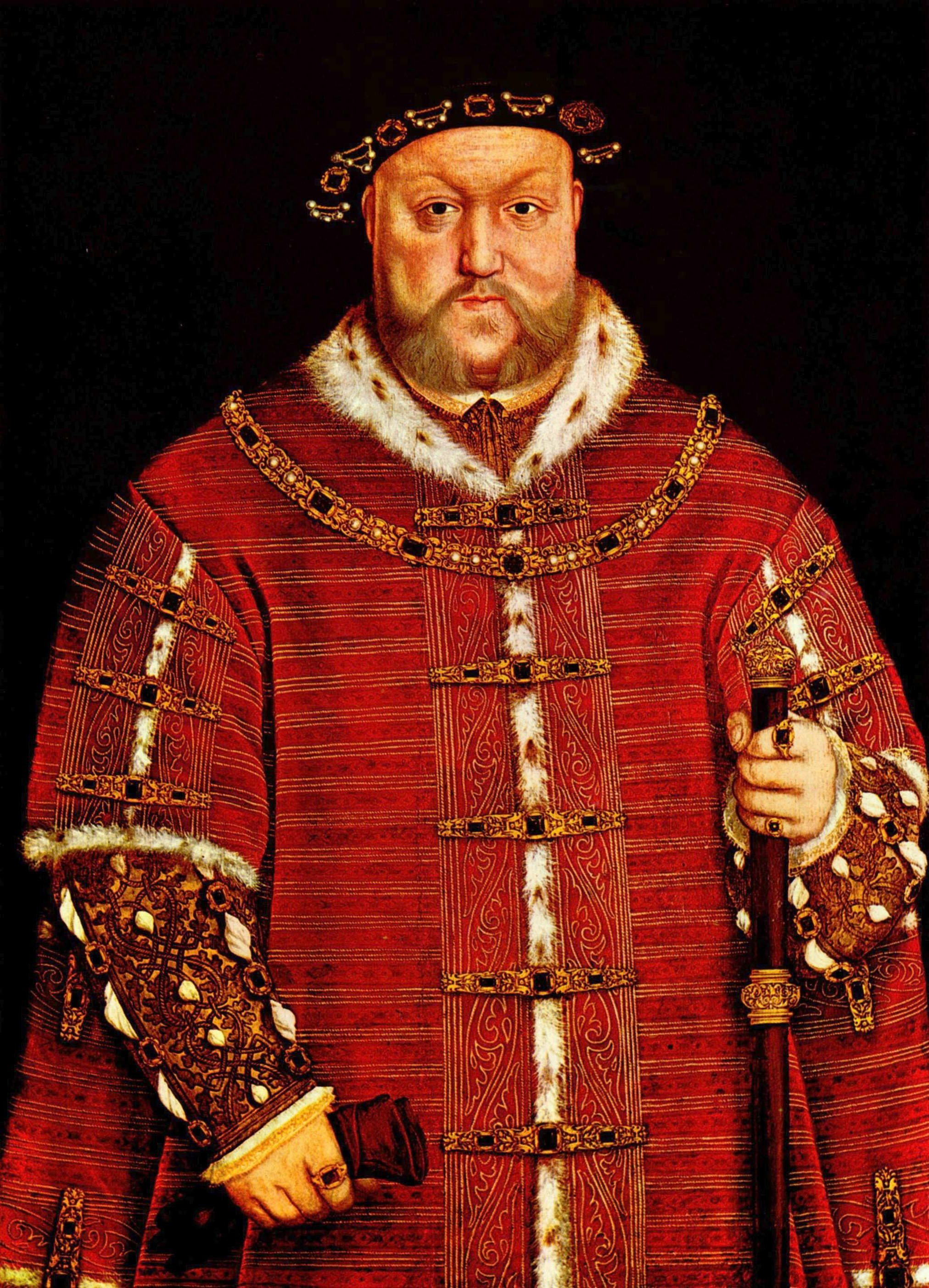
Portrait d'Henri VIII par Hans Holbein le Jeune en 1542.

La théorie selon laquelle il a souffert de syphilis est rejetée par la plupart des historiens. Une étude plus récente suggère que ses symptômes étaient caractéristiques d'un diabète de type 2 non traité ou du scorbut. Certains ont avancé que les fausses couches de ses épouses et la détérioration de son état mental pouvaient laisser penser qu'il souffrait du syndrome de McLeod. Selon une autre étude, l'évolution morphologique d'Henri VIII fut causée par un traumatisme crânien reçu lors de l'accident de joute de 1536 qui a affecté son système endocrinien. Une déficience en hormones de croissance est peut-être la cause de sa prise de poids et de ses changements de comportement dans ses dernières années dont ses multiples mariages.

### Mort et succession
L'obésité d'Henri VIII s'aggrave dans les dernières années de sa vie. Il meurt le 28 janvier 1547, à l'âge de 55 ans, au palais de Whitehall, après plus de 37 ans de règne. Ses derniers mots auraient été Monks! Monks! Monks! (« Moines ! Moines ! Moines ! ») sans doute une allusion à ceux qu'il avait chassés lors de la dissolution de leurs monastères. Il est enterré dans le chœur de la chapelle Saint-George du château de Windsor dans le caveau où repose Jeanne Seymour. Plus d'un siècle plus tard, Charles Ier est inhumé dans le même caveau. Une rumeur a longtemps prétendu que sa fille Marie avait fait brûler le corps du vieux roi schismatique, mais on ne découvrit jamais aucune preuve de cette assertion.
Après sa mort, son seul fils légitime, Édouard, devient roi sous le nom d'Édouard VI. Comme il n'a que neuf ans, il ne peut gouverner et le testament d'Henri VIII désignait seize exécuteurs testamentaires pour former un conseil de régence jusqu'à ce qu'il ait 18 ans. Les exécuteurs, en fait, choisissent Edward Seymour, le frère aîné de Jeanne Seymour, pour devenir lord-protecteur du royaume. Édouard VI meurt sans enfants en 1553 à 15 ans et sa demi-sœur Marie devient reine sous le nom de Marie Ire après une brève crise de succession (élimination de l'éphémère reine Jane Grey). Elle n'a pas eu non plus de descendance et, à sa mort en 1558, la fille d'Henri VIII et d'Anne Boleyn devint Élisabeth Ire. Le testament d'Henri VIII prévoyait que si la lignée de cette dernière s'éteignait, la couronne serait transmise aux descendants de la sœur d'Henri VIII, Marie Tudor (les Grey, issus du mariage avec Charles Brandon, 1er duc de Suffolk), tandis que ceux de son autre sœur Marguerite Tudor (les Stuart), étaient exclus de la succession. Cette dernière disposition ne sera pas respectée quand l'arrière-petit-fils de Marguerite, Jacques VI d'Écosse, devient Jacques Ier d'Angleterre à la mort d'Élisabeth Ire en 1603. La dynastie Tudor disparaîtra donc au profit de la dynastie Stuart et l'union des Couronnes rapprochera les deux pays, qui fusionneront en 1707 pour former le royaume de Grande-Bretagne.

## Image publique
Henri VIII cultivait l'image d'un homme de la Renaissance et sa cour accueillait de nombreux artistes et intellectuels. Il appréciait particulièrement la musique et il soutint des compositeurs comme Richard Sampson, Thomas Tallis et Ambrose Lupo. Il possédait une grande collection d'instruments et jouait du luth, de l'orgue, de l'épinette et du virginal. Il pouvait lire à vue la musique et chantait bien. Il était un musicien, un compositeur, un auteur et un poète accompli ; son œuvre la plus connue est Pastime with Good Company tandis que Greensleeves lui est, à tort, populairement attribué. Il était un parieur invétéré, adorait les jeux de dés et excellait à la joute, à la chasse et au jeu de paume. La tradition lui attribue également entre autres Hélas Madame, chanson populaire en moyen français. Il participa à la construction et au développement de nombreux bâtiments importants dont le palais de Sans-Pareil, la King's College Chapel et l'abbaye de Westminster. Beaucoup de travaux furent réalisés dans les propriétés confisquées à Wolsey telles que le Trinity College, le Christ Church, le château de Hampton Court (construit par le cardinal Wolsey) et le palais de Whitehall. Fait à noter, le palais de Sans-Pareil était destiné à rivaliser avec le château de Chambord de l'éternel rival d'Henri VIII, François Ier. Le palais disposait d'une façade de 70 m et de tours octogonales d'une hauteur de 25 m. Il fallut même raser tout un village pour en permettre la construction. Amorcé en 1538 après la mort de Jane Seymour, le palais ne sera terminé qu'en 1559 par Henry Fitzalan, lord Arundel, avant d'être démoli par la maîtresse de Charles Ier, Barbara Villiers.

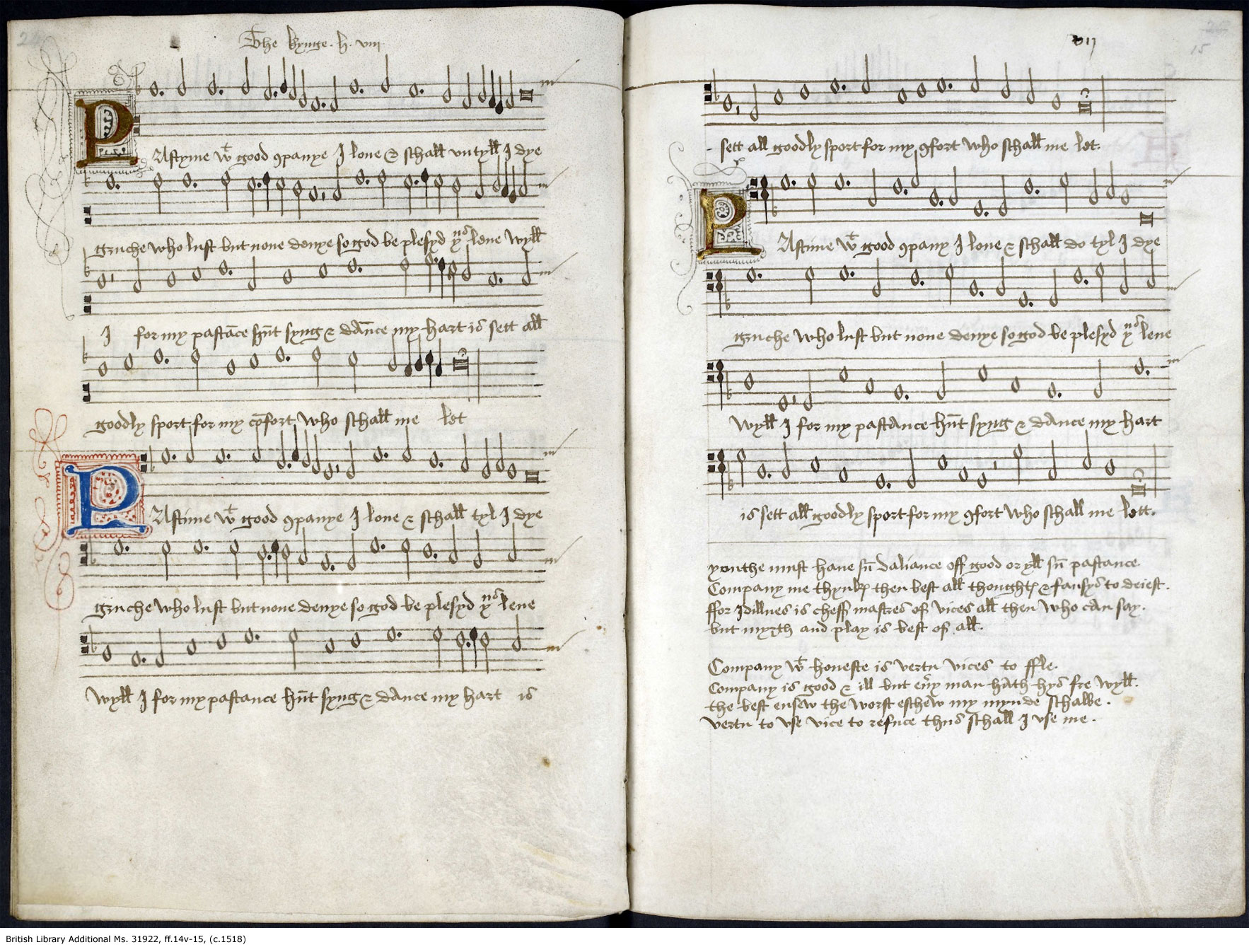
Partition de Pastime with Good Company composé par Henri VIII vers 1513.

Il était le premier roi d'Angleterre à avoir eu une éducation humaniste, maîtrisait le français, l'anglais et le latin et possédait une vaste bibliothèque dont il annota beaucoup d'ouvrages. Pour promouvoir la réforme de l'Église auprès du peuple, Henri VIII commanda de nombreux pamphlets comme l'Oratorio (1534) de Richard Sampson qui soutenait une obéissance absolue envers la monarchie et affirmait que l'Église anglaise avait toujours été indépendante de Rome. Des troupes de théâtre et des ménestrels voyageaient de ville en ville pour faire connaître les nouvelles pratiques religieuses ; le pape et les prêtres catholiques étaient ridiculisés tandis que le roi était présenté comme un défenseur héroïque de la vraie foi.
Henri VIII était un homme fort et de grande taille, plus de 6 pieds (183 cm) qui excellait à la chasse et à la joute. Plus que de simples passe-temps, ces activités étaient des outils politiques lui permettant de renforcer son image royale, d'impressionner les diplomates et les dirigeants étrangers et de démontrer sa capacité à écraser toute opposition. Il organisa ainsi un tournoi de joute à Greenwich en 1517 au cours duquel il porta une armure dorée avec une tunique en velours et satin ornée de perles et de joyaux. Cela impressionna les ambassadeurs présents et l'un d'eux rapporta que « la richesse et la civilisation du monde sont ici et ceux qui qualifient les Anglais de barbares me semblent en fait en être ». Henri VIII abandonna la joute en 1536 après une chute qui le laissa inconscient pendant deux heures mais il continua de soutenir deux fastueux tournois chaque année. Cette baisse d'activité physique causa sa prise de poids et la disparition du personnage athlétique qui l'avait rendu si élégant,,, et tranche avec l'image donnée par les portraits de Holbein : « Henri VIII, immonde tache de graisse et de sang sur l'histoire d'Angleterre, incapable, à la fin de sa vie, de franchir certaines portes de Whitehall tant il était obèse, est-ce vraiment lui cette idole impassible offerte à la vénération de ses sujets ? ». Le roi en était même réduit à se déplacer à l'aide d'un appareillage complexe de courroies et de poulies.
En 1526, il procède à une augmentation de l'aumône donnée aux habitants venus le rencontrer pour le « toucher des écrouelles ». L'aumône passe ainsi à 7 shillings et 6 deniers puis à 7 shillings et 8 deniers afin de s'adapter à la baisse de la valeur monétaire.

## Administration

### Gouvernement

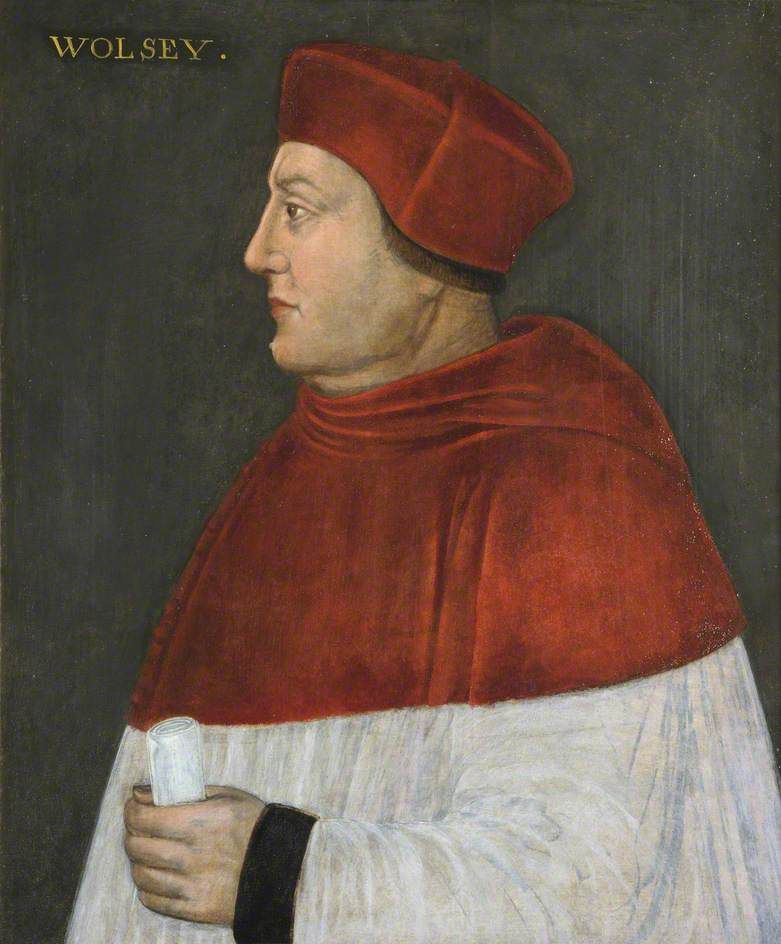
Le cardinal Thomas Wolsey.

L'autorité des souverains Tudor, dont Henri VIII, était « entière » car ils revendiquaient un pouvoir de droit divin. La Couronne disposait de prérogatives royales regroupant des privilèges comme la diplomatie, les déclarations de guerre, la gestion de la monnaie, le droit d'amnistie et le pouvoir de convoquer et de dissoudre à volonté le Parlement. Le pouvoir d'Henri VIII n'était cependant pas absolu et le roi devait respecter des limites légales et financières qui l'obligeaient à travailler étroitement avec la noblesse et le Parlement. En pratique, le souverain utilisait le patronage pour établir une cour royale comprenant des institutions officielles comme le Conseil privé et des groupes plus ou moins formels. L'ascension et la chute des nobles à la cour pouvait être rapide. Le chiffre de 72 000 exécutions durant son règne est fréquemment avancé mais est exagéré ; Henri VIII fit néanmoins exécuter deux de ses épouses (Anne Boleyn et Catherine Howard), vingt nobles, quatre hauts fonctionnaires, six proches conseillers, un cardinal (John Fisher) et de nombreux ecclésiastiques. Parmi les personnalités en faveur auprès du roi figurait généralement son chef ministre (chancelier) même si l'un des plus importants débats historiographiques sur son règne est de savoir dans quelle mesure ces conseillers contrôlaient Henri VIII ou vice-versa. L'historien Geoffrey R. Elton estime ainsi que l'un de ces ministres, Thomas Cromwell, mena une « révolution du gouvernement Tudor » de manière relativement indépendante du roi. Elton qualifie Cromwell d'opportuniste qui comptait sur d'autres pour faire la plus grande part du travail. Il estime également que lorsque Henri VIII participait à la gouvernance du pays, cela n'était généralement pas à son avantage. L'importance des luttes entre factions politiques à la cour est également débattue dans le contexte des différents mariages du roi, dont notamment la chute d'Anne Boleyn et l'union avec Anne de Clèves.
De 1514 à 1529, le cardinal Thomas Wolsey supervisa la politique étrangère et intérieure du royaume pour le compte du jeune Henri VIII en tant que lord chancelier. Il aida à combler le vide créé par la faible participation du roi au gouvernement, notamment en comparaison de son père, mais il le fit essentiellement en prenant la place du souverain. Wolsey centralisa l'administration et élargit la juridiction des cours de justice dont la Chambre étoilée qu'il utilisa à son profit pour écarter ses adversaires. Wolsey étant d'origine modeste, son large enrichissement personnel et son pouvoir irritèrent les nobles tandis que son incapacité à obtenir le divorce du roi avec Catherine d'Aragon déçut profondément Henri VIII. Après seize années au sommet, il fut limogé en 1529 avant d'être arrêté pour trahison l'année suivante et de mourir en détention. Sa chute fut un avertissement pour le pape et le clergé s'ils refusaient de satisfaire les demandes du roi. Henri VIII, préoccupé jusqu'alors par son seul plaisir, prit son rôle au sérieux et intervint plus fréquemment en politique, mais les nombreuses factions à la cour continuèrent de se livrer une lutte acharnée pour le pouvoir.

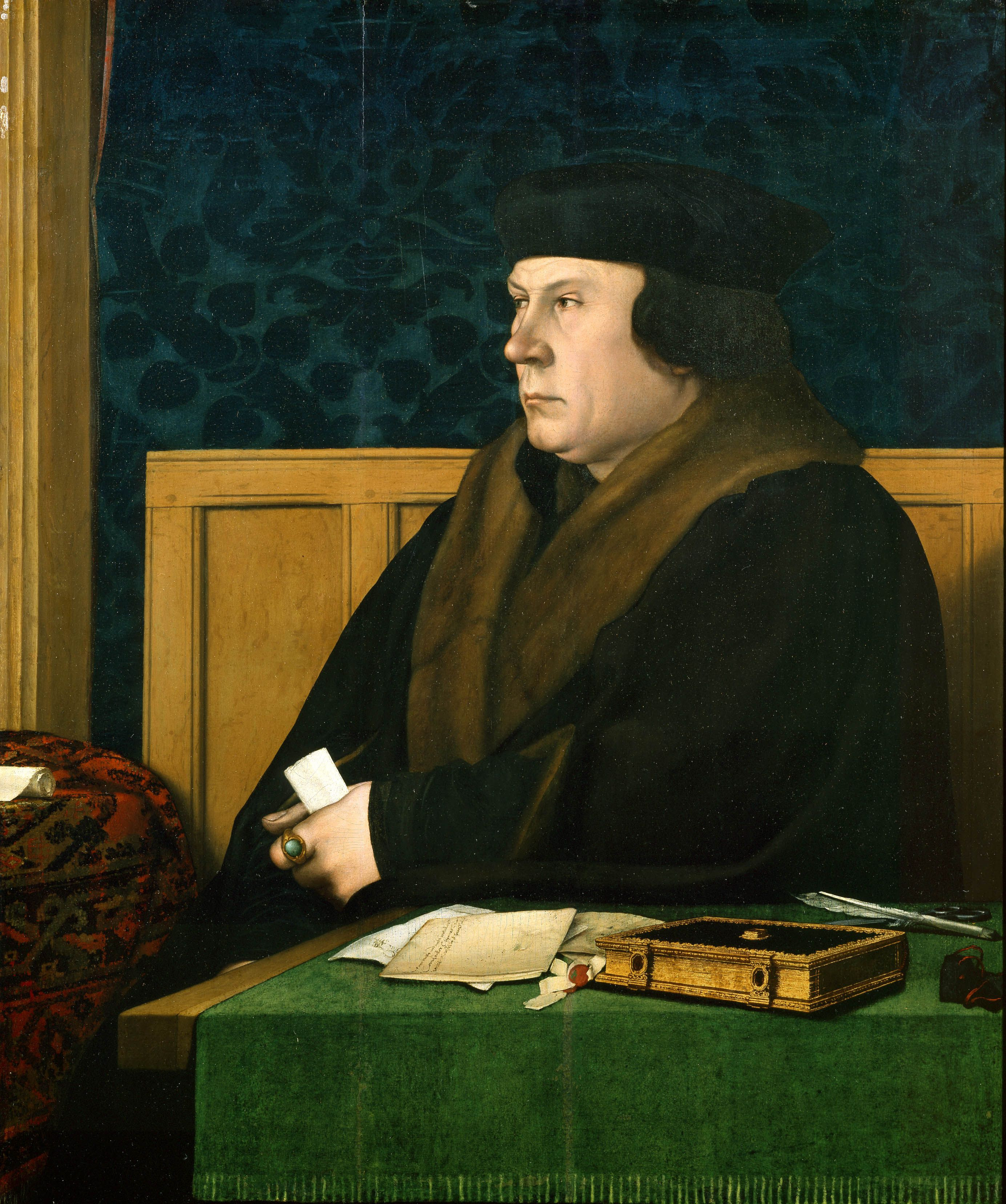
Thomas Cromwell vers 1532 par Hans Holbein le Jeune.

Thomas Cromwell joua également un rôle considérable durant le règne d'Henri VIII lorsqu'il devint son principal conseiller en 1531, mais surtout après la démission de Thomas More du poste de chancelier l'année suivante. Poussé en partie par ses croyances religieuses, il tenta de réformer l'administration via la négociation sans essayer d'imposer de changements trop brusques. Ses principales mesures visaient à retirer une partie des prérogatives royales, mais cette évolution ne fut pas complète car il devait conserver le soutien du roi et de ses pairs. Cromwell optimisa la collecte des impôts décidés par Henri VII et délégua leur gestion à des structures largement indépendantes. L'autorité du Conseil royal fut transférée à un conseil privé réformé plus réduit et plus efficace que ses prédécesseurs. L'économie anglaise profita de ses réformes mais sa chute affecta fortement la bureaucratie qui nécessitait son intervention pour éviter les dépenses trop importantes détériorant les relations autant que les finances. L'influence de Cromwell dans le mariage avec Anne de Clèves, bien que non fatale en elle-même, l'affaiblit alors que ses opposants gagnaient en pouvoir. Henri VIII épousa ensuite Catherine Howard, la nièce de Thomas Howard, et ce fut ce dernier qui organisa sa chute. Cromwell fut décapité le 28 juillet 1540.

### Finances

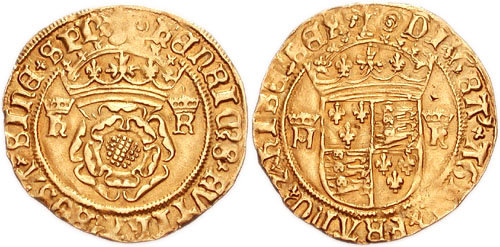
Couronne en or frappée vers 1545 avec la rose Tudor sur l'avers et les armoiries de l'Angleterre sur le revers.

Financièrement, le règne d'Henri VIII fut un désastre. Il hérita d'une économie prospère et le trésor royal fut alimenté par les biens confisqués à l'Église, mais sa mauvaise gestion et ses dépenses considérables affectèrent l'économie. Il possédait ainsi près de 2 000 tapisseries dans ses palais contre seulement 200 pour le roi Jacques V d'Écosse, et il était très fier de sa collection d'armes composée d'environ 9 000 pièces.
Henri VIII hérita d'une large fortune de son père qui, à sa différence, avait été économe et prudent avec l'argent. Cette somme était estimée à 1,25 million de livres soit 328 milliards de livres de 2012,. Une grande partie de cette richesse fut utilisée pour l'entretien de la cour et de ses résidences dont beaucoup furent agrandies. Les souverains Tudor devaient financer toutes les dépenses gouvernementales avec leurs propres revenus tirés des terres de la Couronne et des droits de douane accordés par le Parlement. Durant son règne, les revenus de la Couronne restèrent constants autour de 100 000 £ par an (environ 17,3 milliards de livres de 2012) mais furent érodés par l'inflation causée par les guerres. Ce furent ainsi les interventions européennes d'Henri VIII qui épuisèrent le surplus laissé par son père dès le milieu des années 1520. Alors qu'Henri VII avait peu fait appel au Parlement, son fils fut contraint de le solliciter pour accroître ses revenus et le financement de ses conflits. La dissolution des monastères permit de renflouer les caisses de l'État et la valeur des terres confisquées représentait 120 000 £ (environ 22,6 milliards de livres de 2012). En 1526, la Couronne dévalua légèrement la monnaie, puis de manière plus importante sous l'administration de Cromwell. La livre anglaise perdit la moitié de sa valeur par rapport à la livre flamande entre 1540 et 1551. Cela permit d'accroître les revenus de la Couronne mais affecta fortement l'économie et cela contribua à une période de très forte inflation après 1544.

### Réforme
Henri VIII est généralement crédité pour le développement de la Réforme anglaise qui fit passer l'Angleterre de la sphère catholique à la sphère protestante. En 1527, le roi, jusque-là un catholique fervent, fit appel au pape pour lui demander l'annulation de son mariage avec Catherine d'Aragon. Le refus papal, en partie attribué aux pressions de Charles Quint, a été traditionnellement considéré comme le déclencheur du rejet de la suprématie pontificale par Henri VIII alors qu'il avait auparavant défendu cette doctrine. L'historien Albert Pollard estime néanmoins que même s'il n'avait pas eu besoin d'un divorce, le roi aurait certainement rejeté l'influence papale sur l'Angleterre pour des raisons purement politiques.

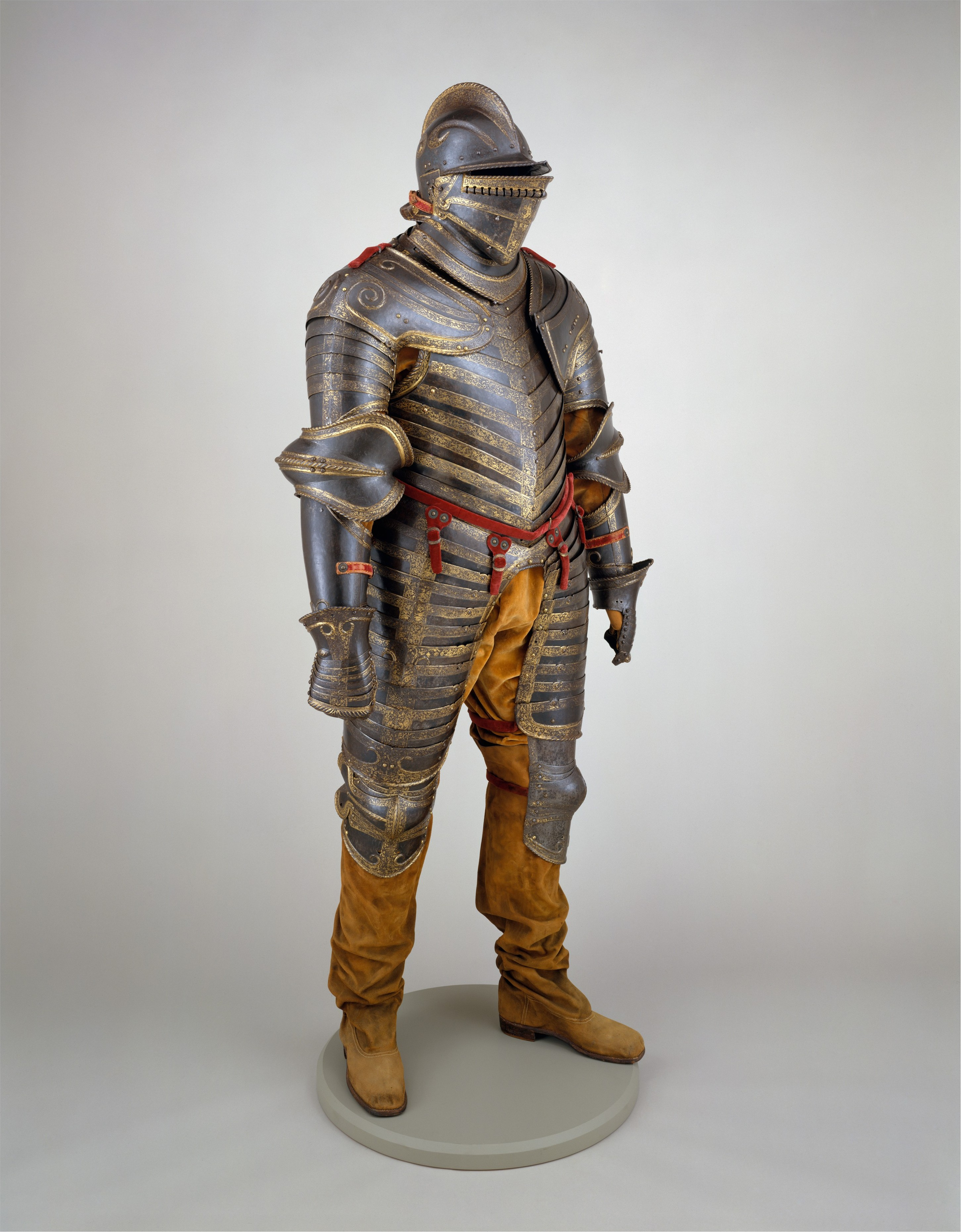
Armure d'apparat d’Henri VIII réalisée vers 1544.

Quelles qu'en soient les raisons, Henri VIII introduisit plusieurs législations entre 1532 et 1537 pour structurer l'Église d'Angleterre naissante et affaiblir l'influence du pape. La loi sur la restriction de l'appel de 1533 permettait d'accuser de trahison et de condamner à mort ceux qui défendaient les bulles pontificales en Angleterre. D'autres lois renforçaient le pouvoir royal sur l'Église dont le Suffragan Bishops Act (en) de 1534 qui obligeait le clergé à élire des évêques nommés par le souverain. La même année, l'Acte de suprématie faisait du roi l'« unique chef suprême de l'Église d'Angleterre » et refuser le serment de suprématie (en) reconnaissant cela était passible de mort d'après le Treasons Act (en). De même, tous les sujets du royaume devaient accepter par serment l'invalidité du mariage d'Henri VIII et de Catherine d'Aragon et la validité de celui avec Anne ; ceux qui refusaient pouvaient être emprisonnés à vie et tout éditeur ou imprimeur de documents avançant que le mariage avec Anne était invalide pouvait être exécuté. Enfin, après l'excommunication du roi, l'Ecclesiastical Licences Act supprimait le denier de Saint-Pierre et affirmait que la « couronne impériale » de Henri VIII avait été affaiblie par « les usurpations et les exactions déraisonnables et peu charitables » du pape.
Malgré l'opposition de Cromwell, Henri VIII insista pour utiliser le temps parlementaire afin de discuter de questions religieuses et cette initiative fut ensuite défendue par Howard. Cela entraîna l'adoption des Six Articles qui réaffirmaient la doctrine catholique traditionnelle sur plusieurs points fondamentaux comme la transsubstantiation et limitait l'expansion de la réforme en Angleterre. Cela fut suivi par le développement d'une liturgie réformée et du livre de la prière commune sous l'influence de Cranmer mais ce processus ne fut pas achevé avant 1549. Le reste du règne d'Henri VIII vit un lent éloignement de l'orthodoxie religieuse et cette évolution fut favorisée par la mort des principaux dignitaires religieux d'avant le schisme avec Rome dont notamment les exécutions de Thomas More et de John Fisher qui avaient refusé de renoncer à l'autorité papale. Henri VIII établit une nouvelle théologie politique de l'obéissance à la Couronne qui reflétait la nouvelle interprétation par Martin Luther du quatrième commandement (« Honore ton père et ta mère ») introduite en Angleterre par William Tyndale. Les protestants furent néanmoins persécutés sous son règne en particulier du fait de leur refus de reconnaître l'annulation de son mariage et beaucoup quittèrent le royaume.
Lorsque les taxes auparavant payées à Rome furent transférées à la Couronne, Cromwell eut besoin d'estimer la valeur des importantes possessions de l'Église et cela donna naissance au compendium Valor Ecclesiasticus (« Valeur de l'Église »). En septembre 1535, il exigea une inspection plus complète des institutions religieuses et la vie des moines fut rendue plus difficile par des prêches les accusant d'être des parasites improductifs. Les informations accumulées entraînèrent en janvier 1536 le début de la dissolution de tous les monastères par laquelle toutes les institutions aux revenus annuels inférieurs à 200 £ (environ 96 000 £ de 2012) furent saisies par la Couronne. Les autres couvents furent progressivement transférés à la Couronne et à de nouveaux propriétaires. En janvier 1540, près de 800 monastères avaient été dissous ; le processus avait été efficace et n'avait rencontré que peu d'opposition. Les actions de Cromwell permirent le transfert d'environ 20 % de la richesse foncière anglaise dans de nouvelles mains et créèrent une aristocratie terrienne redevable à la Couronne.
Les réponses à la réforme furent variées. Les monastères étaient les seuls soutiens des plus pauvres et leur dissolution fut une des causes du soulèvement du pèlerinage de Grâce de 1536-1537. Ailleurs, les changements furent acceptés et ceux qui conservèrent les rites catholiques entrèrent dans la clandestinité. Ils réémergèrent lors du règne de Marie Ire entre 1553 et 1558.

### Organisation militaire

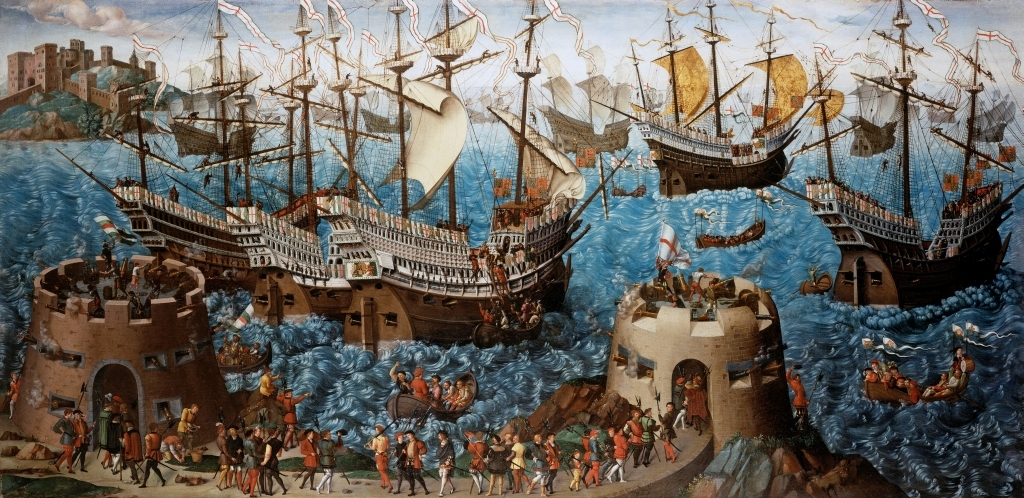
Embarquement d'Henri VIII à Calais vers 1520.

En dehors des garnisons de Berwick, de Calais et de Carlisle, l'armée professionnelle anglaise ne comptait que quelques centaines d'hommes et sa taille ne fut que légèrement accrue par Henri VIII. Lors de l'invasion de la France en 1513, l'armée était composée de 30 000 vougiers et archers à une époque où les autres nations européennes commençaient à adopter les piques et les arquebuses. De fait, note l'historien Georges Minois, l'armée anglaise était « en retard d'une génération dans l'art de la guerre. » Elle ne possède pas non plus de commandement militaire proprement dit. L'influence de ces armes n'était toutefois pas encore décisive et les Anglais furent capables de combattre à égalité avec leurs adversaires.
Henri VIII est traditionnellement présenté comme l'un des fondateurs de la Royal Navy grâce à sa création de ports permanents pour la flotte. Il semble qu'il ait également supervisé la conception de certains navires comme des galères. L'artillerie navale se développa sous son règne et des canons de plus en plus grands furent installés à bord des navires, ce qui contribua à l'abandon de la tactique de l'abordage. La taille de la flotte passa à cinquante navires dont certains très modernes comme la Mary Rose, et Henri VIII établit un conseil pour gérer l'entretien et le déploiement de la Marine qui devint par la suite l'Amirauté.
La rupture d'Henri VIII avec Rome accrut la menace d'une invasion française ou espagnole. Pour se prémunir contre cette éventualité, il ordonna à partir de 1538 la construction d'une série de fortifications coûteuses et modernes telles que le château de Deal le long des côtes méridionales du Kent à la Cornouailles. Wolsey avait auparavant organisé un recensement de la population afin de réformer la milice mais aucune réforme ne fut lancée avant le règne de Marie Ire.

### Irlande

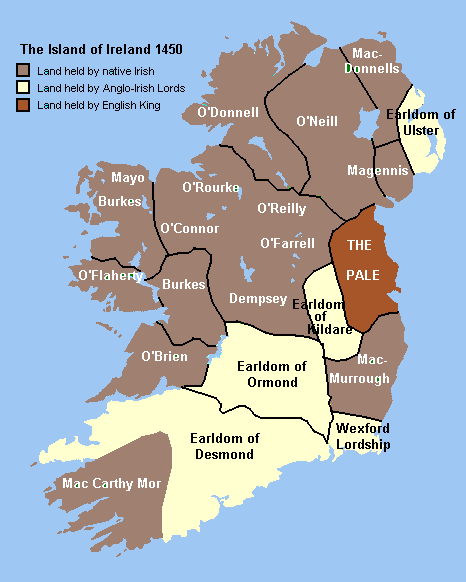
La division de l'Irlande en 1450.

Au début du règne de Henri VIII, l'Irlande était de fait divisée en trois zones : le Pale où la domination anglaise était sans opposition ; le Leinster et le Munster surnommés les « terres obéissantes » contrôlés par les nobles anglo-irlandais et le Connacht et l'Ulster où le contrôle anglais était limité. Jusqu'en 1513, Henri VIII poursuivit la politique de son père qui consistait à autoriser les nobles irlandais, et notamment la famille FitzGerald, à gouverner au nom du roi afin de limiter les coûts de la colonie et de protéger le Pale. Cet équilibre fut déstabilisé par la mort du Lord Deputy Gerald FitzGerald en 1513 et la politique plus ambitieuse du nouveau roi. Son successeur et fils, également nommé Gerald FitzGerald, lutta énergiquement contre les seigneurs irlandais qui s'opposaient à l'influence anglaise mais son autonomie déplaisait à Henri VIII qui le renvoya en 1520. Il fut néanmoins contraint de le rappeler en 1524 car il était le seul à pouvoir maintenir un semblant d'ordre sur l'île. Lorsqu'en 1534, Gerald Fitzgerald fut convoqué à Londres et accusé de trahison, son fils Thomas organisa un soulèvement et mena une « croisade catholique » contre le roi. L'insurrection, qui menaçait de se transformer en guerre civile, fut réprimée par l'intervention de l'armée anglaise et Thomas Fitzgerald fut exécuté.
Même si la révolte fut suivie par la volonté d'un plus grand contrôle de l'Irlande, Henri VIII souhaitait éviter un conflit avec les seigneurs locaux et une commission royale recommanda une politique de diplomatie pour les assurer que leurs terres ne seraient pas menacées par l'expansion anglaise. Anthony St Leger fut ainsi nommé Lord Deputy et le resta jusqu'à la fin du règne deHenri VIII. Il appliqua une politique de renonciation et restitution qui transforma l'organisation du pouvoir en Irlande, traditionnellement basée sur les clans et les liens familiaux, en un système semi-féodal. Les propriétaires fonciers renonçaient à leurs terres et les cédaient au roi. En jurant fidélité au roi, leurs terres leur étaient restituées avec un titre de noblesse et ils pouvaient siéger à la Chambre des lords irlandaise. En pratique, les seigneurs acceptèrent leurs nouveaux privilèges mais continuèrent à se comporter comme avant.

## Héritage

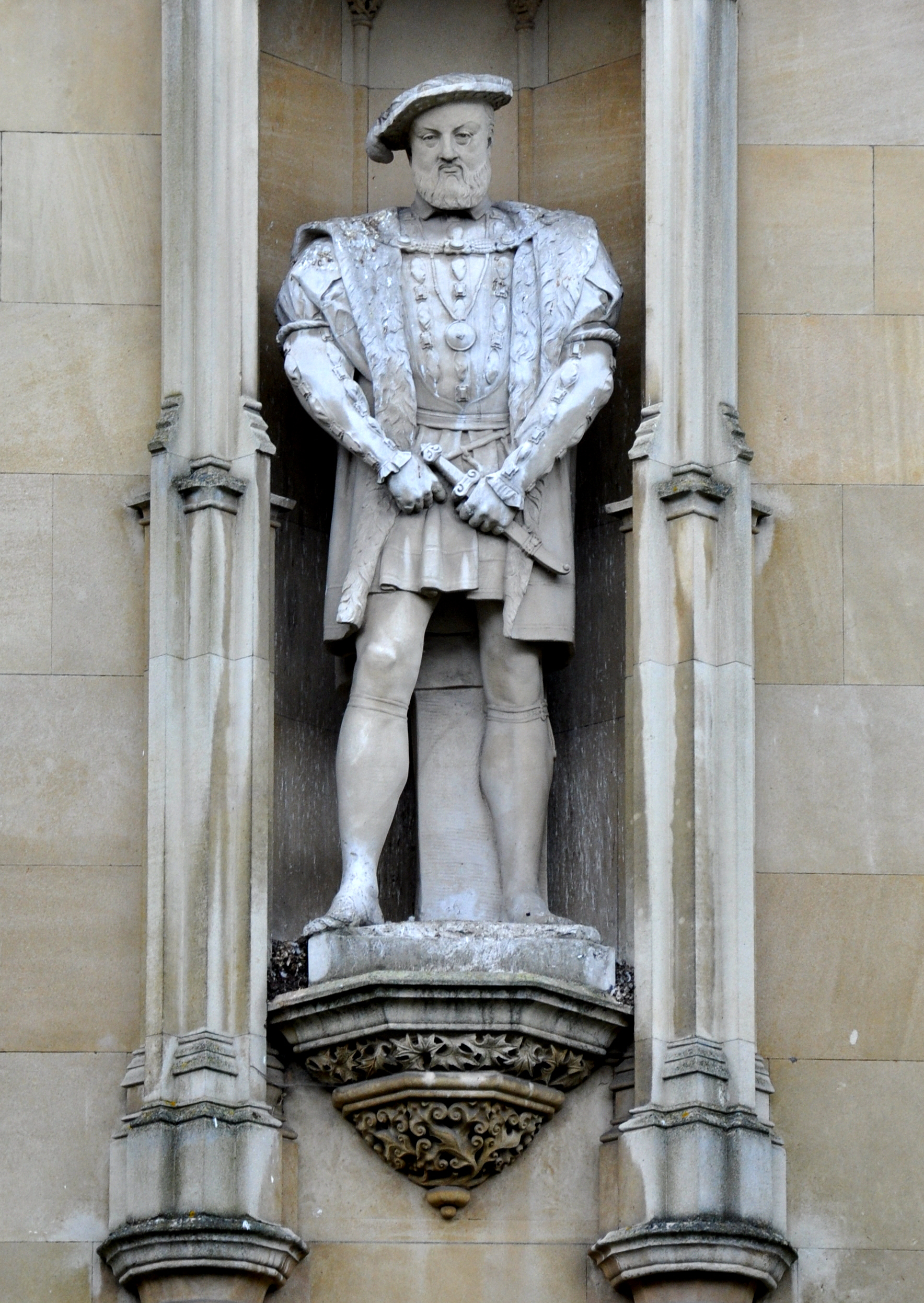
Statue d'Henri VIII au King's College de l'université de Cambridge.

La complexité et l'importance de l'héritage de Henri VIII contribuèrent à ce que, dans les mots des historiens Betteridge et Freeman, « tout au long des siècles [depuis sa mort], Henri VIII a été loué et vilipendé mais jamais il ne fut ignoré ». L'un des débats de l'historiographie moderne est de savoir dans quelle mesure les événements de la vie d'Henri VIII dont ses mariages et sa politique étrangère et domestique furent le résultat de ses actions, et si cela fut le cas, si elles étaient volontaires ou opportunistes. Dans son évaluation du règne d'Henri VIII publiée en 1902, Albert Pollard le « loua comme le roi et le chef d'État qui, quels que soient ses défauts, mena l'Angleterre sur la route de la démocratie parlementaire et de l'Empire ». L'interprétation de Pollard resta la plus influente jusqu'à la publication de la thèse de doctorat de Geoffrey R. Elton en 1953. Cette dernière, intitulée The Tudor Revolution in Government, reprit l'interprétation positive de Pollard de la période mais en présentant Henri VIII comme un suiveur plutôt que comme un meneur. Pour Elton, ce fut Cromwell et non Henri VIII qui entreprit la réforme du gouvernement. Il ne fut donc, en d'autres mots, rien de plus qu'une « monstruosité égocentrique » dont le règne « dut ses réussites aux meilleurs et aux plus grands hommes ; la plupart de ses horreurs et échecs émanant plus directement du roi ».
Même si les principaux arguments de la thèse d'Elton ont aujourd'hui presque tous été abandonnés, elle a contribué à la réalisation de nouveaux travaux de recherches comme ceux de son étudiant, Jack Scarisbrick. Ce dernier conserva son évaluation positive de Cromwell mais estima qu'Henri VIII avait eu le dernier mot dans la création et l'application des politiques gouvernementales. Scarisbrick considérait cependant que cette capacité avait été néfaste car son règne fut marqué par les troubles et les destructions et que les hommes au pouvoir méritaient plus les blâmes que les louanges. Même dans les biographies plus récentes, comme celles de David Loades, David Starkey et John Guy, l'étendue de la responsabilité d' Henri VIII dans les changements de son règne continue de faire débat.
Ce manque de certitude sur le contrôle d'Henri VIII sur les événements a contribué à la variété (et à la variabilité) des traits de personnalité qui lui ont été attribués. Une approche traditionnelle, développée entre autres par Starkey, est de diviser en deux le règne d'Henri VIII : une première positive avec un roi pieux, athlétique et érudit qui présida à une période de stabilité et la seconde avec un « tyran imposant » qui régna lors d'une époque de changements profonds et parfois fantasques,.

## Dans les arts et la culture

### Théâtre
- Henri VIII de William Shakespeare en 1623 ;

### Opéra
- Anna Bolena de Donizetti en 1830.
- Henry VIII de Camille Saint-Saëns en 1883.

### Comédie musicale
S'il n'apparaît pas directement dans les comédies musicales, la figure d'Henri VIII ainsi que son rapport aux femmes (épouses d'un côté, descendance féminine de l'autre) restent centraux dans les trames de Lady Bess et Six.

### Musique
- Ses six épouses font chacune l'objet d'un titre de l'album The six Wives of Henri VIII de Rick Wakeman en 1973.
- En 2009, à l'occasion de la célébration du 500e anniversaire de l'accession d'Henri VIII au trône d'Angleterre et d'Irlande, Rick Wakeman interprète cet album en concert et la prestation fait l'objet de l'album The Six Wives of Henry VIII Live at Hampton Court Palace.

### Filmographie

#### Cinéma et télévision
Il a été joué à l'écran par :
- 1905 : Acteur non crédité dans La Tour de Londres ou Les Derniers Moments d'Anne de Boleyn de Georges Méliès ;
- 1908 : Acteur non crédité dans A Traitor to his King d’A. E. Coleby ;
- 1909 : Charles Ogle dans The Prince and the Pauper de J. Searle Dawley ;
- 1911 : 
  - Acteur non crédité dans Henry VIII and Catherine Howard de Charles Urban Trading Company ;
  - Arthur Bourchier dans Henry VIII de William Barker ;
- 1912 : 
  - Henri Étiévant dans le film Une intrigue à la cour d'Henri VIII de Camille de Morlhon ;
  - Tefft Johnson dans le film Cardinal Wolsey ;
- 1913 : Max Maxudian dans Anne de Boleyn d’Henri Desfontaines et Louis Mercanton ;
- 1915 : Robert Broderick dans The Prince and the Pauper d’Edwin S. Porter et Hugh Ford ;
- 1920 : Emil Jannings dans le film Anne Boleyn ;
- 1922 : 
  - Lauderdale Maitland dans Henri VIII et ses femmes d’Edwin Greenwood ;
  - Lyn Harding dans les films Sur les marches d'un trône ;
- 1924 : acteur non crédité dans In Tudor Days de Gerald Ames ;
- 1926 : Shep Camp dans Hampton Court Palace de Bert Cann ;
- 1929 : Anders Randolf dans A Princess of Destiny de Tom Terriss ;
- 1933 : 
  - Richard Kramer dans Don’t Play Bridge with Your Wife de Leslie Pearce ;
  - Charles Laughton dans les films La Vie privée d'Henry VIII ;
- 1934 : Bert Lahr dans Henry the Ache de Ray McCarey ;
- 1937 : 
  - Alexandre Rignault dans le film François Ier de Christian-Jaque ;
  - Lyn Harding dans Les Perles de la Couronne ;
  - Montagu Love dans le film Le Prince et le Pauvre ;
- 1939 : Ralph Forbes dans le film La Tour de Londres ;
- 1943 : Iouri Toloubieiev dans Le Prince et le pauvre d‘Erast Garine et Khessia Lokchina ;
- 1947 : 
  - Arthur Dibbs dans We Do Believe in Ghosts de Walter West ;
  - Arthur Young dans La Rose sans épine de Desmond Davis ;
- 1950 : Rafael Luis Calvo dans Catalina de Inglaterra d’Arturo Ruíz-Castillo et Juan F. Mercadal ;
- 1951 : Raymond Rollett dans The Trial of Andy Fothergill d’Alan Bromly ;
- 1952 : Rex Harrison dans The Trial of Anne Boleyn d’Alex Segal et Michael Ritchie ;
- 1953 : 
  - Charles Laughton dans La Reine vierge ;
  - James Robertson Justice dans le film La Rose et l'Épée ;
  - Basil Sydney dans La Rose sans épine de Michael Barry ;
- 1955 : Leslie Kyle dans The Prince and the Pauper de Dorothea Brooking ;
- 1956 : Paul Rogers dans The White Falcon de Rudolph Cartier ;
- 1957 : 
  - Douglas Campbell dans The Prince and the Pauper de Daniel Petrie ;
  - Noel Johnson dans A Man for All Seasons de Peter Dews ;
- 1958 : Kevin Brennan dans La Rose sans épine d’Alan Burke ;
- 1959 : Jacques Fabbri dans La Jument du Roi de lui-même ;
- 1960 : Wolf Kaiser dans Henri VIII ou le roi hérétique de Jürgen Degenhardt (de)[réf. nécessaire] ;
- 1961 : 
  - Camille Guerini dans Le Prince et le Pauvre de Marcel Cravenne ;
  - Albert Dekker dans Royal Gambit de Robert Allen ;
- 1962 : Paul Rogers dans The Prince and the Pauper de Don Chaffey ;
- 1964 : Hans Quest dans Thomas More de Gerhard Klingenberg ;
- 1965 : Michel de Ré dans Mary Tudor d’Abel Gance ;
- 1966 : Robert Shaw dans le film Un homme pour l'éternité ;
- 1967 : Jan Werich dans Le Roi et sa Femme d’Evald Schorm ;
- 1968 : Hans-Dieter Zeidler dans Heinrich der Achte und seine Frauen de Heinz Schirk ;
- 1969 : 
  - Julio Goróstegui dans Catalina de Aragón ;
  - Richard Burton dans le film Anne des mille jours ;
- 1970 : 
  - Keith Michell dans Les Six Femmes d'Henry VIII minisérie de John Glenister et Naomi Capon ;
  - Lawrence Adam dans The Undercover Scandals of Henry VIII de Charlton De Serge ;
- 1971 : 
  - Ota Slencka dans Le Prince et le Mendiant de Ludvík Ráza ;
  - Keith Michell dans Elizabeth R de Claude Whatham ;
  - Ronald Long dans Bewitched : How Not to Lose Your Head to Henry VIII de William Asher / Saison 8 de Ma sorcière bien-aimée - épisode 1 : Comment ne pas décapiter Henri 8 (1) et épisode 2 : Comment ne pas décapiter Henri 8 (2) ;
  - Sidney James dans Carry On Henry, or Mind My Chopper de Gerald Thomas ;
- 1972 : 
  - Manoel da Nóbrego dans O Principe e o Mendigo de Dionisio Azevedo ;
  - Keith Michell dans Henry VIII and His Six Wives de Waris Hussein ;
- 1973 : Jean Le Poulain dans La Jument du Roi de Jean Canolle ;
- 1974 : Jacques Dannoville dans La Reine galante de Michel Roux ;
- 1977 : 
  - Charlton Heston dans Le Prince et le Pauvre de Richard Fleischer ;
  - Jonathan Adams dans It Could Happen To You de Stanley A. Long ;
  - Javier Loyola dans La segunda señora Tudor – Ana Bolena de Cayetano Luca de Tena ;
- 1979 : John Stride dans Henry VIII de Kevin Billington ;
- 1984 : James Morris dans Anna Bolena de Lotfi Mansouri ;
- 1987 : Keith Barron dans God’s Outlaw : The Story of William Tyndale de Tony Tew ;
- 1988 : Martin Chamberlain dans Un homme pour l'éternité de Charlton Heston ;
- 1990 : Bill Riddoch dans Border Warfare John McGrath ;
- 1991 : Philippe Rouillon dans Henry VIII de Pierre Jourdan ;
- 1993 : David Melchett dans King and Queens of England de Vanessa Tovell ;
- 1994 : 
  - Brian Ralph dans King Henry VIII and His Six Wives de Steve Gillham ;
  - Rusty Goffe dans U. F. O. de Tony Dow ;
  - Brian Lally dans Great Harry & Jane de Salvador Litvak ;
- 1996 : 
  - T. P. McKenna dans Monarch : Henry VIII – One Night of Torment série de John Walsh ;
  - Keith Michell dans The Prince and the Pauper d’Andrew Morgan ;
- 1998 : Martyn Ellis dans I’m Henry VIII, I Am de Jim Eldridge et Jeremy Swan ;
- 1999 : Brian Blessed dans The Nearly Complete and Utter History of Everything de Dewi Humphreys, Paul Jackson et Matt Lipsey ;
- 2000 : Alan Bates dans The Prince and the Pauper de Giles Foster ;
- 2001 : 
  - Chris Larkin dans The Six Wives of Henry VIII minisérie de Steven Clarke ;
  - Michael Hofland dans The Royal Ring dans la série Sydney Fox, l'aventurière de John Bel ;
  - Al Stringer dans The King’s Servant de Catrine Clay ;
- 2002 : Simon Estes dans Henry VIII de Pierre Jourdan ;
- 2003 : 
  - Ray Winstone dans le film Henry VIII ;
  - Jared Harris dans The Other Boleyn Girl de Philippa Lowthorp ;
  - Ray Winstone (adulte) et Sid Mitchell (jeune) dans Henry VIII minisérie de Pete Travis ;
- 2004 : Philippe Peythieu dans En Marge de l'histoire de Mike B. Anderson ;
- 2005 : Darren Alder dans Monarchy – 7. Henry VIII : King and Emperor de David Hutt ;
- 2006 : 
  - Benjamin Gottmann (adulte), Bernhard Christian (âgé) dans Henri VIII, le roi sanglant d’Eike Schmitz ;
  - Jan Werich dans La mandrágora de Miguel Sarmient ;
  - Dan Astileanu (adulte) et Gabi Rauta (jeune) dans The Madness of Henry VIII de Doug Shultz ;
- 2007 : Jonathan Rhys-Meyers dans la série Les Tudors ;
- 2008 : 
  - Jason Sharp dans The Twisted Tale of Bloody Mary de Chris Barnard ;
  - Eric Bana dans le film Deux Sœurs pour un roi ;
  - Ethan Eagar dans Tudor Rose de Sarah R. Lotfi ;
- 2009 : 
  - Laurence Spellman (jeune), Adam James (adulte), Ian Redford (âgé) dans Henry VIII: Mind of a Tyrant minisérie de David Sington ;
  - Henri VIII, roi d’Angleterre : un amour de tyran de David Jankowski dans Secrets d’Histoire ;
  - Brian Blessed dans Henry 8.0 de Matt Holt ;
- 2013 : Daniel Flynn dans The Last Days of Anne Boleyn de Rob Coldstream ;
- 2014 : Jack Hawkins dans Henry & Anne. The Lovers Who Changed History de Chris Mitchell ;
- 2015 : 
  - John Sanderman dans Henri VIII, complots à la cour de Peter Chinn ;
  - Damian Lewis dans la mini-série Dans l'ombre des Tudors ;
  - Jeremy Tillery dans King Henry VIII vs. Saint Thomas More série de Michael Masny ;
  - Alex Brendemühl dans Charles Quint d’Oriol Ferrer ;
- 2016 : 
  - Charlie Clements dans Les Reines d’Henry VIII de Chris Holt Nick Tanner ;
  - Scott Arthur (adulte) et Richard Ridings (âgé) dans Six Wives – with Lucy Worsley de Russell England ;
- 2017 : 
  - Mathieu Lagarrigue dans la saison 2 de La Guerre des trônes, la véritable histoire de l'Europe ;
  - Woody Norman dans la mini-série The White Princess ;
- 2019 : Ruairi O'Connor dans la mini-série The Spanish Princess ;
- 2020 : 
  - Howard Perret (jeune), Laurence Spellman (adulte), John Hales (âgé) dans Henry VIII – Man, Monarch, Monster de Luke Korzun Martin.
  - Chris Gauthier dans l'épisode 10 de la saison 5 de Legends of Tomorrow.
- 2024 : Jude Law dans le film Le Jeu de la reine.

## Documentaire
En 2009, un documentaire-fiction, intitulé Henri VIII : un amour de tyran, lui est consacré dans le cadre de l'émission Secrets d'Histoire. Le documentaire retrace la jeunesse du roi, sa passion pour les sports, la rencontre Camp du Drap d'Or avec le roi de France François Ier ou encore ses amours avec Anne Boleyn qui entraineront la scission de l'Angleterre avec l'église catholique.

## Titre et armoiries

Armoiries d'Henri VIII durant son règne.

Le titre d'Henri VIII connut plusieurs évolutions durant son règne. Il utilisait initialement le titre : « Henri VIII, par la grâce de Dieu, roi d'Angleterre, de France et seigneur d'Irlande ». Les revendications sur le trône de France n'étaient que symboliques et étaient invoquées par tous les rois d'Angleterre depuis Édouard III, peu importe la quantité de territoires français contrôlés. En 1521, le pape Léon X lui accorda le titre de « Défenseur de la foi » mais il lui fut retiré par Paul III à la suite de son excommunication ; le Parlement adopta néanmoins une loi pour confirmer sa validité et il reste encore utilisé de nos jours. La devise d'Henri VIII était « Cœur Royal » et son emblème était la rose Tudor. Durant son règne, ses armoiries étaient les mêmes que celles de ses prédécesseurs depuis Henri IV : écartelé, trois fleurs de lys d'or sur fond d'azur (qui est de France) et trois léopards (lions) d'or en fasce (qui est d'Angleterre).
En 1535, Henri VIII ajouta le titre de Chef suprême de l'Église d'Angleterre : « Henri VIII, par la grâce de Dieu, roi d'Angleterre, de France, défenseur de la foi, seigneur d'Irlande et de l'Église d'Angleterre sur Terre, chef suprême ». L'année suivante, la partie « de l'Église d'Angleterre » devint « de l'Église d'Angleterre et aussi d'Irlande ». En 1541, le Parlement d'Irlande adopta le Crown of Ireland Act (en) qui créait le titre de « roi d'Irlande » en lieu et place de celui de « seigneur d'Irlande ». Cette évolution avait été voulue par Henri VIII quand on l'avait informé que de nombreux Irlandais considéraient le pape comme le véritable chef de leur pays tandis que le seigneur n'était qu'un simple représentant. De fait, la suzeraineté de l'île avait été accordée au roi Henri II d'Angleterre par le pape Adrien IV au XIIe siècle. Le titre de « Henri VIII, par la grâce de Dieu, roi d'Angleterre, de France et d'Irlande, Défenseur de la foi et de l'Église d'Angleterre et aussi d'Irlande sur Terre, Chef suprême » resta en vigueur jusqu'à la fin de son règne.